# Nikon (patriarcha Moskwy)
Nikon, imię świeckie Nikita Minow, rzadziej: Minin (ur. 27 kwietnia?/7 maja 1605 w Wieldiemianowie, zm. 7 sierpnia?/17 sierpnia 1681 w Troickiej Słobodzie koło Jarosławia) – patriarcha Moskwy i całej Rusi w latach 1652–1666.
Pochodził z rodziny chłopskiej spod Niżnego Nowogrodu. Podstawowe wykształcenie zdobył w Makariewskim Monasterze Trójcy Świętej, gdzie we wczesnej młodości został posłusznikiem. Pod naciskiem rodziny zrezygnował jednak ze ślubów zakonnych i ożenił się, po czym przyjął święcenia kapłańskie. W 1639, po śmierci trójki dzieci, wstąpił do skitu Trójcy Świętej na Wyspie Anzerskiej. Z klasztoru tego wyjechał po kilku latach po konflikcie z jego przełożonym, Eleazarem. Został wówczas przyjęty do wspólnoty Kożejezierskiego Monasteru Objawienia Pańskiego i w 1642 objął w nim funkcję przełożonego. W czasie kilkukrotnych wyjazdów do Moskwy w celu przeprowadzania kwesty na potrzeby klasztoru został zauważony przez cara Aleksego I, który umożliwił mu objęcie funkcji przełożonego Monasteru Nowospasskiego w Moskwie. W 1649 Nikon został metropolitą nowogrodzkim, zaś w 1652 objął urząd patriarchy moskiewskiego i całej Rusi.
W pierwszych latach sprawowania urzędu Nikon posiadał pełne zaufanie cara, co umożliwiło mu przeprowadzenie reformy liturgicznej w Kościele. Jej celem było usunięcie z ksiąg cerkiewnych błędów i naleciałości powstałych w toku wielowiekowego przepisywania ksiąg. Wprowadzone przez patriarchę zmiany obrządku, przywracające w Cerkwi Rosyjskiej pierwotne obyczaje liturgiczne, oparte były na księgach greckich. Spotkały się one z protestem części duchowieństwa i wiernych Kościoła, co po odsunięciu Nikona od godności doprowadziło do rozłamu.
Nikon był również czynnie zaangażowany w bieżącą politykę państwa: częściowo z jego inicjatywy Rosja prowadziła wojnę z Rzecząpospolitą, następnie ze Szwecją. Celem aktywności patriarchy na tym polu była budowa prawosławnego imperium, w którym wiodącą rolę miał odgrywać Kościół oraz działający w porozumieniu z nim car.
Po sześciu latach sprawowania przez Nikona urzędu jego relacje z Aleksym I uległy znacznemu pogorszeniu. Nikon usunął się wówczas z życia publicznego i zamieszkał w ufundowanym przez siebie monasterze Nowy Jeruzalem. W 1666 został formalnie pozbawiony godności patriarszej i biskupiej i skazany na zesłanie do Monasteru Terapontowskiego, następnie do Monasteru Cyrylo-Biełozierskiego. Po śmierci Aleksego I jego następca Fiodor III Romanow umożliwił Nikonowi powrót do Moskwy i planował ponowne obsadzenie go na tronie patriarszym Rosyjskiego Kościoła Prawosławnego. Schorowany duchowny zmarł jednak w drodze.

## Życiorys

### Młodość
O najwcześniejszych latach życia Nikona wiadomo niewiele. Jedyne informacje na ten temat pochodzą z Żywota spisanego przez wieloletniego hipodiakona patriarchy, Iwana Szuszerina. Według niego Nikon urodził się w ubogiej, ale bardzo pobożnej rodzinie chłopskiej we wsi Wieldiemianowo k. Niżnego Nowogrodu. Na chrzcie otrzymał imię Nikita na cześć św. Nikity Słupnika. Jego rodzice nosili imiona Mina i Mariana. Ich nazwisko pojawia się natomiast w literaturze w wersjach Minow, Minin lub Minin-Łarionow.
Zdaniem S. Łobaczewa imiona rodziców przyszłego patriarchy mogą świadczyć o mordwińskim pochodzeniu rodziny, chociaż zauważa on, że inni jego znani krewni posiadali imiona typowo ruskie. Trzej bracia przyszłego patriarchy nosili imiona Grigorij, Siemion i Nikifor. Jeszcze w dzieciństwie przyszły hierarcha stracił matkę i znalazł się pod opieką obcej kobiety, Kseni, następnie zaś był wychowywany przez ojca i jego drugą żonę. Według Żywota macocha nienawidziła Nikity do tego stopnia, iż trzykrotnie usiłowała go zabić.
W młodym wieku Nikita został oddany przez ojca na naukę czytania i pisania i spędził pewien czas u nieznanego z imienia nauczyciela. Po powrocie do rodziny zdecydował się, jako dwunastolatek, na opuszczenie domu i udał się do Makariewskiego Monasteru Trójcy Świętej. Jego przełożony zgodził się na przyjęcie młodzieńca do wspólnoty jako posłusznika. Nikita samodzielnie studiował Pismo Święte, ponadto ze szczególnym zamiłowaniem śpiewał w czasie nabożeństw. Istnieje legenda, jakoby napotkany przypadkowo Tatar (w innej wersji Mordwin) przepowiedział przyszłemu hierarsze objęcie urzędu patriarchy Moskwy. S. Łobaczew jest jednak zdania, że spisujący ją Szuszerin powtórzył motyw znany z wielu innych hagiograficznych opowieści o świętych biskupach, nie zaś odniósł się do rzeczywistego epizodu. Młody posłusznik nie złożył ślubów mniszych, gdyż jego rodzina zażądała od niego zawarcia małżeństwa. Ożenił się w 1624 lub 1625. Z nieznaną z imienia żoną osiedlił się we wsi Łyskowo lub Kirikowo (ziemia niżnonowogrodzka) i przyjął święcenia kapłańskie. Przez pewien czas przebywał również w Moskwie, gdzie według niektórych źródeł był proboszczem jednej z parafii. Jego małżeństwo okazało się nieudane, ponadto wszystkie pochodzące z niego dzieci (trójka) zmarły przedwcześnie. Najpóźniej w 1636 skłonił żonę do złożenia ślubów mniszych w monasterze św. Aleksego w Moskwie, sam zaś wstąpił do skitu Trójcy Świętej na Wyspie Anzerskiej (filia Monasteru Sołowieckiego).

### Życie mnisze

#### Pobyt w skicie Trójcy Świętej na Wyspie Anzerskiej

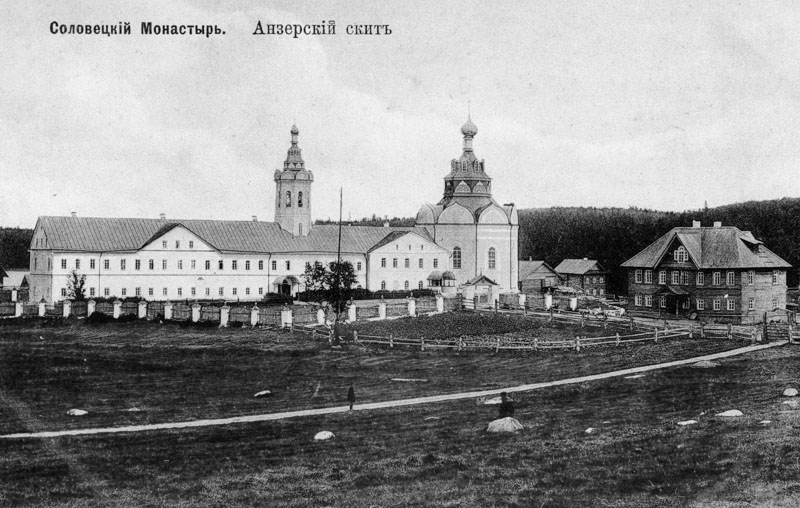
Skit Trójcy Świętej na Wyspie Anzerskiej, monaster, w którym późniejszy patriarcha Nikon rozpoczynał życie zakonne

Przyszły patriarcha złożył wieczyste śluby mnisze przed późniejszym świętym mnichem Eleazarem, twórcą i przełożonym skitu Trójcy Świętej. Według niektórych autorów jego decyzja o wstąpieniu do monasteru była podyktowana chęcią zrobienia kariery w hierarchii duchownej. Zdaniem Łobaczewa teza ta nie ma wyraźnych podstaw, gdyż życie w skicie było niezwykle surowe; ponadto jego mnisi mogli zostać biskupami jedynie po wcześniejszym sprawowaniu odpowiedzialnych funkcji w Monasterze Sołowieckim, gdzie w praktyce do objęcia godności ihumena niezbędne były szerokie koneksje. Autor ten nie ma wątpliwości, iż powołanie mnicha Nikona było autentyczne.
Według żywota opracowanego przez Szuszerina duchowny wykazywał się gorliwością w modlitwie. Odbył także raz z przełożonym skitu Eleazarem podróż do Moskwy w celu przeprowadzenia kwesty na budowę murowanej klasztornej cerkwi. Po powrocie na Wyspy Sołowieckie w 1639 między obydwoma mnichami wybuchł spór związany najprawdopodobniej z zebranymi pieniędzmi i podjętą budową cerkwi. Gdy prace z nieustalonych powodów przeciągały się, Nikon zasugerował Eleazarowi przekazanie posiadanej sumy w depozyt do Monasteru Sołowieckiego, by nie została ona zrabowana w czasie licznych napadów na klasztor, lub też próbę usprawnienia budowy. Przełożony skitu uznał jego wypowiedź za osobistą krytykę. W wyniku sporu między duchownymi Nikon opuścił skit. W czasie podróży łodzią podczas burzy był blisko śmierci. Jak sam wspominał kilka lat później, został wyrzucony na brzeg wyspy Kij. Na pamiątkę tego zdarzenia pozostawił na tym miejscu drewniany krzyż, zaś w 1660 powołał do życia monaster Podwyższenia Krzyża Pańskiego. Po uspokojeniu się pogody duchowny dotarł na stały ląd, następnie przez dziesięć dni przemieszczał się na południe, by ostatecznie dotrzeć do Kożejezierskiego Monasteru Objawienia Pańskiego.

#### Pobyt w Kożejezierskim Monasterze Objawienia Pańskiego

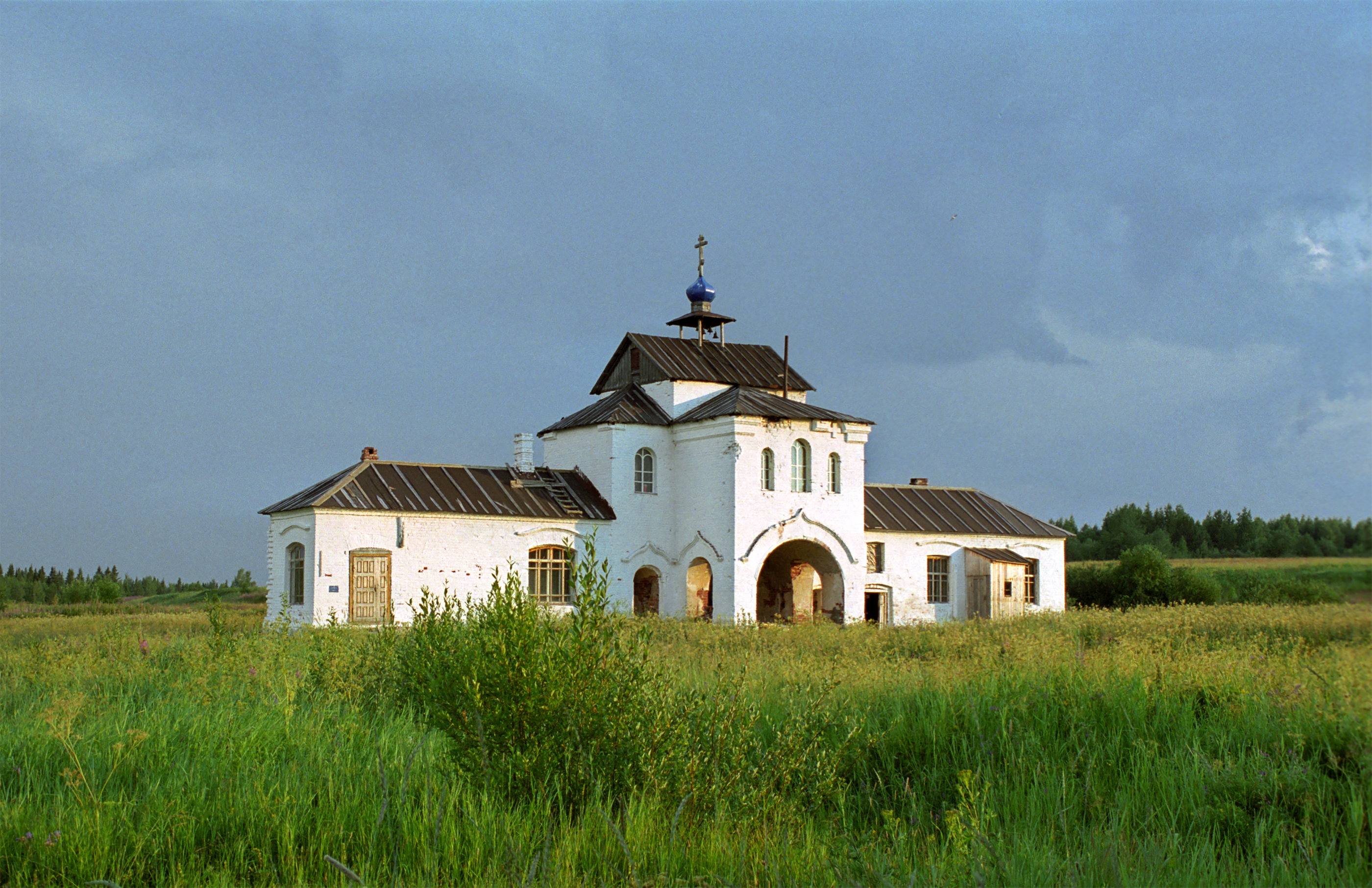
Kożejezierski Monaster Objawienia Pańskiego, widok z 2008

Po dotarciu do klasztoru mnich Nikon otrzymał zgodę na osiedlenie się w pustelni w jego sąsiedztwie, gdzie mógł wieść życie według reguły przyjętej w skicie na Wyspie Anzerskiej. W oczach mnichów był kontynuatorem dzieła mnicha Nikodema, który w tym samym miejscu spędził 30 lat w całkowitym odosobnieniu i był uważany za świętego starca. Jego autorytet wzrósł na tyle, że w 1642, po śmierci poprzedniego przełożonego, ihumena Jonasza, Nikon został wybrany na jego następcę i podniesiony do godności ihumena przez metropolitę nowogrodzkiego.
Okres kierowania monasterem przez Nikona był czasem jego rozkwitu. Wcześniej wspólnota ta zaliczała się do biedniejszych klasztorów rosyjskich. Dzięki zabiegom przełożonego wspólnota otrzymała nadania ziemskie oraz prawo połowu ryb w części biegu Onegi, ponadto do grona jej dobroczyńców dołączyła część bogatych i wpływowych bojarów rosyjskich. Nikon wielokrotnie udawał się do Moskwy w celu pozyskiwania środków dla monasteru, nawiązując znajomości, które miały znaczący wpływ na jego dalszą karierę duchowną. Według Łobaczewa decydującą rolę zarówno w pozyskiwaniu pieniędzy dla klasztoru, jak i dla wejścia Nikona w kręgi najbliższe władcom Rosji odegrał mnich Bogolew (Lwow), zamieszkujący w monasterze Kożejezierskim, którego brat Grigorij był jednym z nauczycieli cara Aleksego I Romanowa i wpływowym politykiem w Posolskim Prikazie. G. Gunn uważał, że wzrost swojej pozycji Nikon zawdzięczał wsparciu Eleazara Anzerskiego. Natomiast w ocenie S. Sołowiewa, powtarzanej następnie przez większość autorów, Nikon zwrócił na siebie uwagę najbardziej wpływowych ludzi w Rosji swoimi osobistymi zdolnościami i głęboką religijnością. Ludwik Bazylow stwierdził wręcz, iż ihumen wywarł ogromne wrażenie podczas przypadkowej audiencji u cara.
Na mocy gramoty cara Aleksego I z 15 marca 1646 ihumen Nikon został wezwany do Moskwy, gdzie miał przyjąć godność archimandryty i stanąć na czele Monasteru Nowospasskiego.

#### Pobyt w Monasterze Nowospasskim

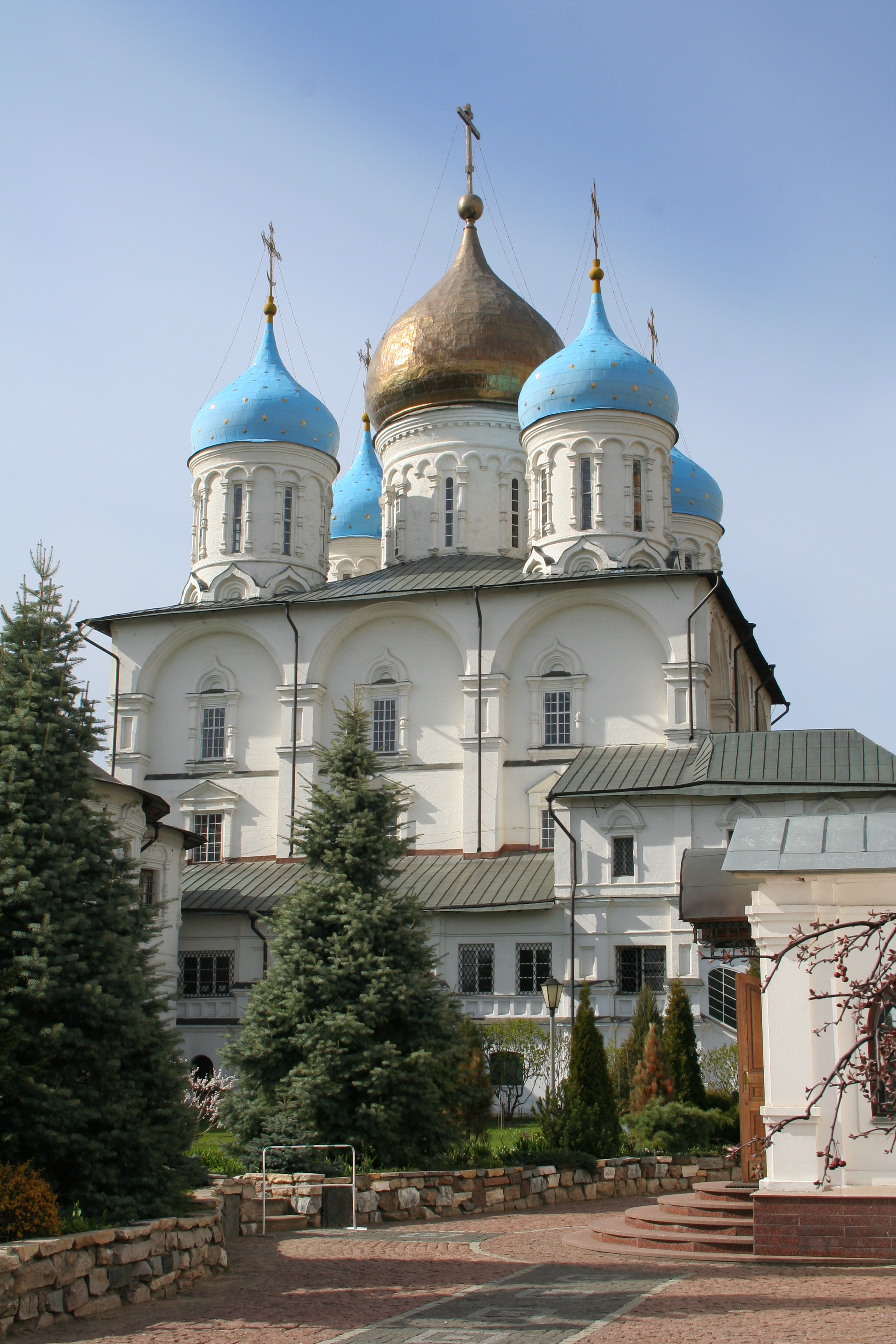
Sobór Przemienienia Pańskiego w kompleksie zabudowań Monasteru Nowospasskiego, poświęcony w czasie sprawowania przez archimandrytę Nikona obowiązków przełożonego wspólnoty

Po przyjeździe do Moskwy archimandryta Nikon nawiązał kontakt z grupą duchownych i świeckich, których celem była odnowa życia religijnego mieszkańców Moskwy, walka o rzeczywistą realizację etyki prawosławnej w życiu codziennym oraz przeciwstawienie się upadkowi obyczajów wśród duchowieństwa. Głównymi ideologami grupy byli bojar Fiodor Rtiszczew oraz protopopi Joann Nieronow i Stiefan Wonifatiew.
Od 1648 Nikon należał już do najbliższego otoczenia cara Aleksego I. Ze względu na znaczenie Monasteru Nowospasskiego regularnie spotykał się z władcą i wiele z nim rozmawiał. Zaczął również zyskiwać w społeczeństwie opinię protektora biednych, gotowego pośredniczyć przed carem w sprawach najuboższych i skrzywdzonych, co faktycznie czynił. W początkowym okresie swojego przebywania w otoczeniu cara archimandryta nie miał jeszcze jednak wpływu na kluczowe dla polityki państwa sprawy. W tym samym 1648 roku Nikon, jako przełożony jednego z najważniejszych monasterów w kraju, podpisał się pod nowym zbiorem praw (Ułożenie soborowe), ale nie brał udziału w pracy nad jego opracowaniem. Powstanie ludowe, które przekonało Aleksego I do podjęcia prac nad zbiorem praw, skłoniło go do poszukiwania poparcia u duchowieństwa, a w konsekwencji do wsparcia grupy Rtiszczewa, Nieronowa i Wonifatiewa.
Na początku stycznia 1649 do Moskwy przybył patriarcha jerozolimski Paisjusz. Archimandryta Nikon był jednym z dostojników Rosyjskiego Kościoła Prawosławnego, którzy podejmowali go w stolicy Wielkiego Księstwa Moskiewskiego. W liście do cara Paisjusz wysoko oceniał osobę Nikona, pisząc o nim jako o człowieku pobożnym i wiernym wobec swojego władcy. Spotkania z hierarchą jerozolimskim były dla archimandryty tym ważniejsze, że już wcześniej wykazywał on zainteresowanie prawosławiem tradycji greckiej. Przyjazd Paisjusza skłonił również grupę Rtiszczewa, Wonifatiewa i Nieronowa do zintensyfikowania agitacji na rzecz przeprowadzenia gruntownej reformy wewnętrznej Rosyjskiego Kościoła Prawosławnego. Aleksy I poparł te działania; wobec oporu wyższej hierarchii cerkiewnej na czele z patriarchą moskiewskim Józefem podjął ku temu kroki, obsadzając wakujące katedry biskupie duchownymi związanymi z grupą zwolenników reform. W tych okolicznościach doszło do chirotonii biskupiej archimandryty Nikona, który 9 marca 1649, przy udziale patriarchów jerozolimskiego Paisjusza i moskiewskiego Józefa, został wyświęcony na metropolitę nowogrodzkiego, drugiego po patriarsze w hierarchii biskupiej Rosyjskiego Kościoła Prawosławnego.

### Metropolita nowogrodzki
Objęcie przez Nikona katedry nowogrodzkiej było możliwe dzięki odsunięciu od jej zarządu metropolity Atoniusza, który oficjalnie zrezygnował z urzędu z powodu podeszłego wieku. W nowej siedzibie metropolita został uroczyście przyjęty 24 marca 1649. Działalność w Nowogrodzie rozpoczął od budowy kilku nowych świątyń, przebudowy starszych oraz pałacu biskupiego. Eparchia otrzymała również wysokie nadania ziemskie od cara Aleksego I. Popularność hierarchy spadła jednak z powodu surowego traktowania podległych mu duchownych, jak również świeckich mieszkańców Nowogrodu, chociaż Nikon prowadził również szeroką działalność dobroczynną, wspierając finansowo i materialnie najbiedniejszych.
W 1650, w czasie powstania nowogrodzkiego, Nikon potępił powstańcze władze miejskie, co stało się przyczyną jego pobicia przez tłum uczestników zamieszek. Po stłumieniu buntu car zwrócił się do metropolity z listem pochwalnym, a wpływy duchownego jeszcze wzrosły. Sam Nikon prosił wówczas władcę o udzielenie amnestii wszystkim uczestnikom wystąpień, którzy złożą przysięgę na wierność carowi. W roku następnym metropolita uzyskał od cara wyjątkowe w porównaniu z przysługującymi innym hierarchom prerogatywy w zakresie władzy sądowniczej nad duchowieństwem eparchialnym oraz należącym do monasterów chłopstwem: Nikon otrzymał wyłączne prawo ich sądzenia poza sprawami o rozboje i zabójstwa. W tym samym roku na posiedzeniu Uświęconego Soboru Rosyjskiego Kościoła Prawosławnego przegłosowany została popierany przez metropolitę nowogrodzkiego i krąg zwolenników reform w cerkwi zakaz równoczesnego śpiewania różnych części Świętej Liturgii, tzw. mnogopienija. W swojej eparchii Nikon angażował się w walkę z pijaństwem i jako jeden z pierwszych duchownych w Rosji zaczął obowiązkowo głosić w czasie każdej niedzielnej liturgii kazania.

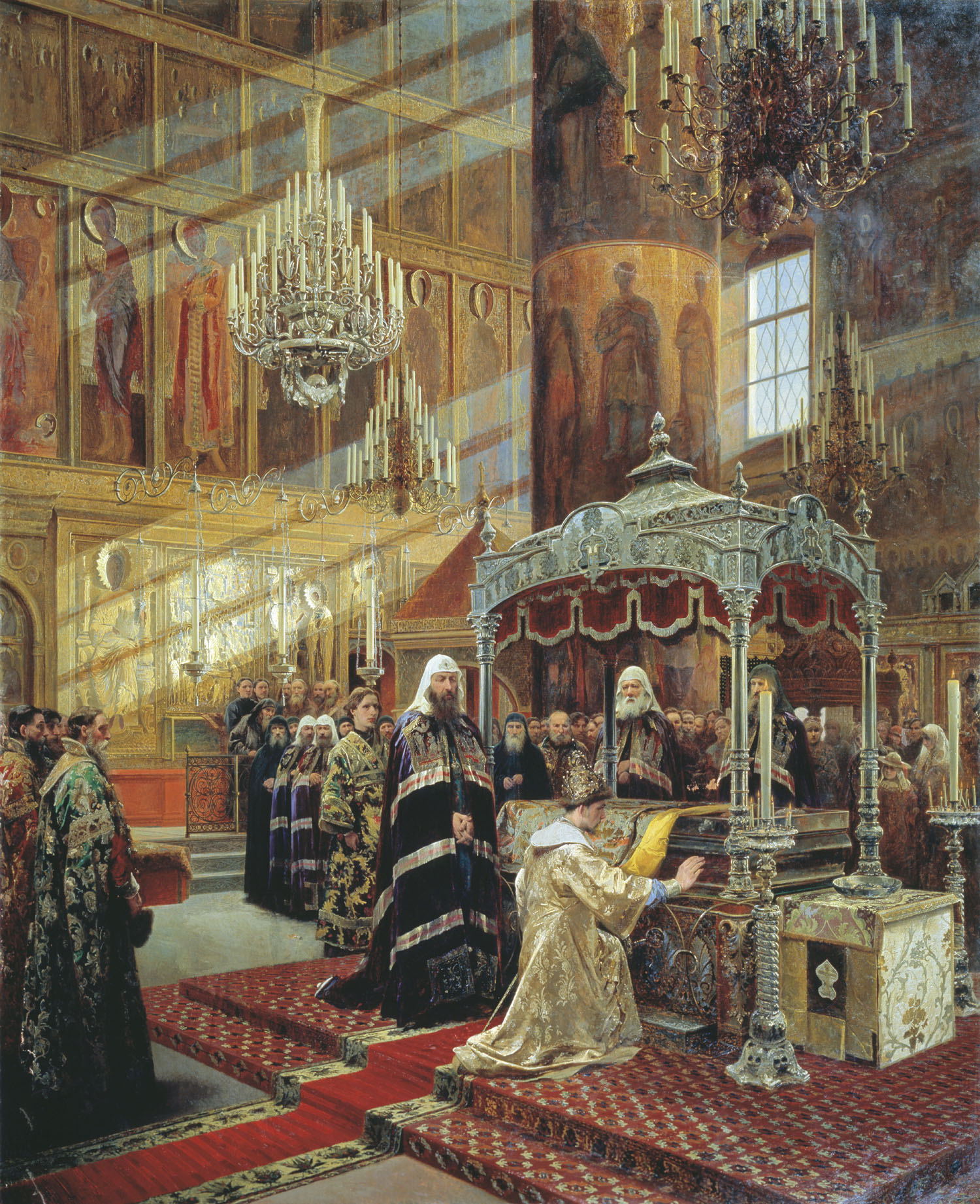
Car Aleksy Michajłowicz i patriarcha Nikon przed relikwiami św. Filipa, obraz Aleksandra Litowczenki

Wiosną 1652 Nikon udał się do Monasteru Sołowieckiego, gdzie znajdowały się relikwie św. metropolity moskiewskiego Filipa II, zamordowanego przez Malutę Skuratowa za sprzeciw wobec polityki wewnętrznej Iwana Groźnego i działalności opriczników. Z inicjatywy metropolity relikwie zostały przeniesione do Moskwy. Wyjazd metropolity i towarzyszącego mu księcia Iwana Chowańskiego z Moskwy miał miejsce 11 marca 1652. Z powodu trudności w żegludze rzecznej dotarł na Wyspy Sołowieckie dopiero 3 czerwca, zaś w stolicy pojawił się z relikwiami w lipcu.
Przeniesienie relikwii Filipa II do Moskwy było postrzegane w historiografii przede wszystkim jako akt podkreślenia wyższości władzy religijnej nad świecką lub przynajmniej ich równorzędności. Zdaniem Łobaczewa wydarzenie to należy wpisać w szerszy kontekst i połączyć z innymi działaniami Nikona: pozyskaniem kopii Iwerskiej Ikony Matki Bożej, równoczesnym transportem do Moskwy szczątków innych rosyjskich świętych, a w przyszłości budową monasteru Nowe Jeruzalem. W ocenie tego autora Nikon działał na rzecz stworzenia w Moskwie centrum duchowego światowego prawosławia, zaś wpływ przeniesienia relikwii na stosunki Kościoła prawosławnego i cara był pobocznym skutkiem całego przedsięwzięcia.

### Patriarcha moskiewski i całej Rusi

#### Wybór na patriarchę

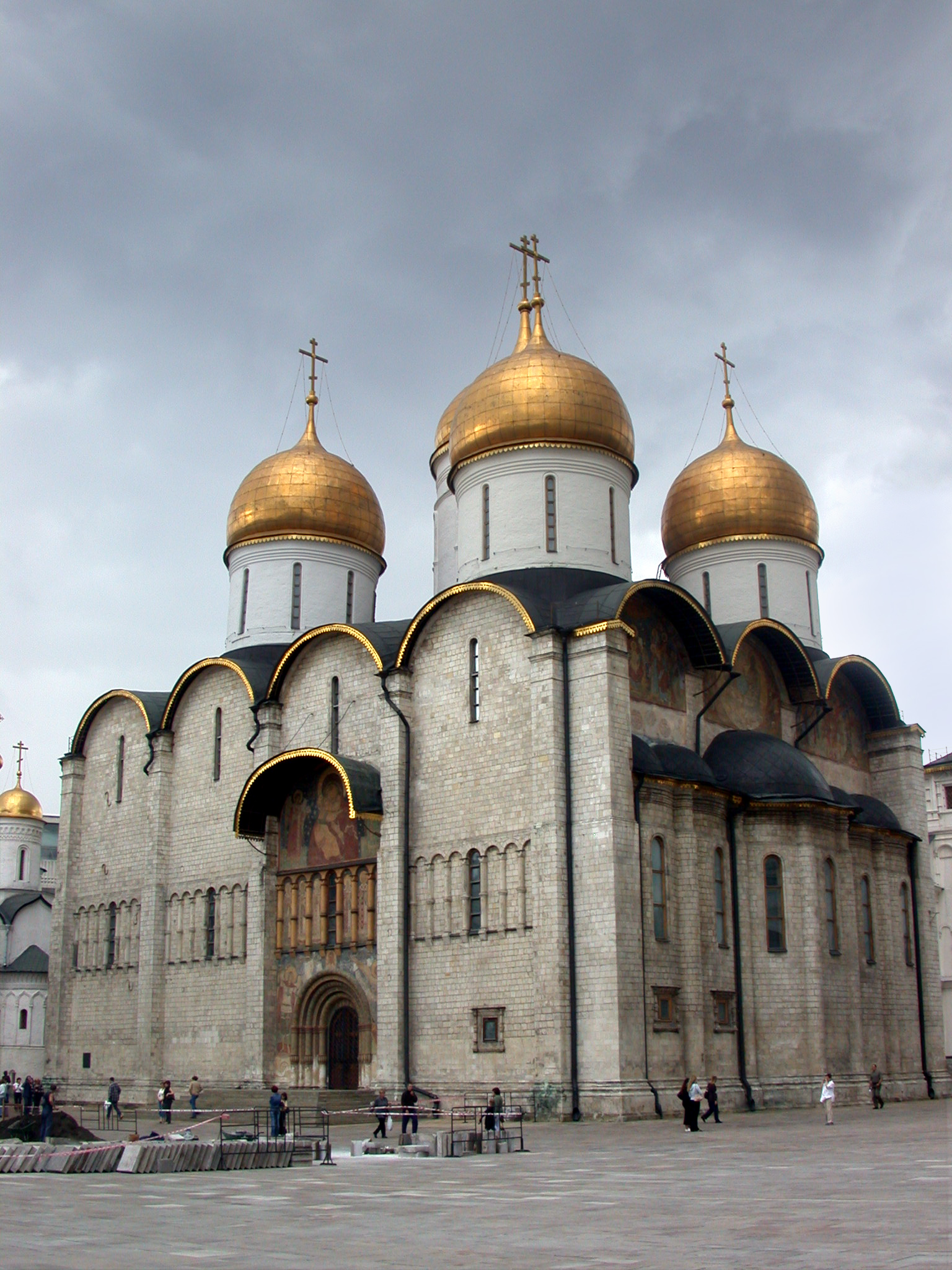
Sobór Zaśnięcia Matki Bożej na Kremlu był tradycyjnym miejscem intronizacji patriarchów moskiewskich

15 kwietnia 1652, gdy Nikon zajmował się sprawą relikwii Filipa II i był poza Moskwą, zmarł patriarcha Józef. Na nowego patriarchę został obrany Nikon. O jego wyborze przesądziły wcześniejsze związki z grupą wspierającą reformę Rosyjskiego Kościoła Prawosławnego oraz poparcie dla niej ze strony cara Aleksego I. Według S. Sołowiewa car osobiście zdecydował o wyborze Nikona, którego uważał za swojego zwolennika i przyjaciela. Istnieje pogląd, jakoby Nikon został wybrany na urząd patriarchy drogą losowania, i to w momencie, gdy pierwotnie wybrany kandydat odmówił przyjęcia godności. N. Kaptieriew uważał natomiast, że decydującą rolę w procesie elekcyjnym odegrali zwolennicy reform, którzy z poparciem cara zaproponowali objęcie urzędu Stiefanowi Wonifatiewowi. Ten jednak odmówił przyjęcia godności i sam wskazał na Nikona jako najodpowiedniejszego kandydata. Pogląd Kaptieriewa jest obecnie najbardziej rozpowszechniony w historiografii rosyjskiej.
Z jego tezą polemizowała O. Koszelewa, zdaniem której wybory patriarchy przebiegały w sposób znacznie bardziej burzliwy, niż przyjęto przedstawiać, zaś kandydatura Nikona spotkała się ze sprzeciwem ze strony bojarów. Metropolita nowogrodzki był, obok Bonifatiewa, spowiednika cara, najpoważniejszym kandydatem na patriarchę, przegrał jednak w głosowaniu i objął urząd jedynie dzięki rezygnacji protopopa. Wśród przeciwników Nikona wymienia się Nikitę Odojewskiego oraz Iwana Chowańskiego. Istnieje również pogląd, jakoby protektorem metropolity Nowogrodu był Boris Morozow, jednak Łobaczew uważa tę opinię za bezpodstawną. W ocenie Łobaczewa jeszcze przed powrotem Nikona do Moskwy wąski krąg najbliższych współpracowników cara (w tym Bonifatiew) podjął decyzję o poparciu metropolity nowogrodzkiego w czasie wyborów patriarchy; te jednak musiały odbyć się z zachowaniem pełnych procedur przewidywanych przez Cerkiew.
Nikon oficjalnie objął urząd patriarchy 25 lipca 1652. Ceremonię intronizacji poprzedziła seria zwyczajowych wizyt składanych mu przez bojarów, w czasie których miało miejsce konwencjonalne „przekonywanie” do objęcia urzędu rzekomo wahającego się hierarchy. 22 lipca ogłoszony został publicznie jego wybór na patriarchę, jednak Nikon zgodnie ze zwyczajem odmówił. Również w dniu uroczystej intronizacji zgodnie z tradycją udawał, iż przybycie do soboru Zaśnięcia Matki Bożej na moskiewskim Kremlu na ceremonię zostało na nim wymuszone. Wówczas wszyscy obecni, w tym bojarzy i car, padli przed nim na kolana i przysięgli szanować go jako hierarchę i być mu posłuszni. Dopiero wtedy Nikon ogłosił swoją zgodę na przyjęcie wyboru na patriarchę. Najprawdopodobniej metropolita nowogrodzki sam wybrał datę intronizacji, pragnął bowiem wstąpić na tron patriarszy dokładnie w rocznicę objęcia urzędu metropolity moskiewskiego przez Filipa II, którego darzył szczególnym kultem.

#### Pierwsze decyzje
Bezpośrednio po wyborze na patriarchę Nikon cieszył się nieograniczonym zaufaniem Aleksego I. W początkowym okresie sprawowania urzędu realizował w praktyce idee grupy Rtiszczewa, Wonifatiewa i Nieronowa. Kontynuował podjętą w Nowogrodzie walkę z alkoholizmem wśród Rosjan i starał się eliminować ze społeczeństwa wszelkie wpływy zachodnie. W październiku 1652 wydał ukaz zabraniający protestantom żyjącym w Moskwie noszenia rosyjskich strojów i zatrudniania służących tej narodowości. Następnie doprowadził do zburzenia dwóch kościołów ewangelickich w mieście oraz do wydzielenia poza jego murami strefy, w której mieli osiedlać się cudzoziemcy. Mimo to zarówno wystąpienie przeciwko obcokrajowcom, jak i walka z pijaństwem nie przyniosły spodziewanych efektów. Szczególną niechęć Nikon demonstrował w odniesieniu do Rosjan, którzy hołdowali zwyczajom zagranicznym. Dowiedziawszy się o tym, iż krewny cara Nikita Iwanowicz Romanow posiada w domu wiele szat angielskich i niemieckich, patriarcha poprosił go o przysłanie kilku w celu ich obejrzenia, następnie zaś demonstracyjnie spalił przekazaną mu odzież.
W 1653 Nikon ostatecznie zerwał z grupą Nieronowa i Wonifatiewa. Zwolennicy głębokich reform w Rosyjskim Kościele Prawosławnym zostali odsunięci od wszelkich wpływów; Nikon sam zdecydował o nowych nominacjach na katedry biskupie. W lipcu 1653 na soborze lokalnym doszło do otwartego konfliktu między patriarchą a Nieronowem: kapłan oskarżył hierarchę o przekroczenie swoich kompetencji, uleganie pochlebcom i odwrócenie się od dawnych zwolenników po objęciu tronu patriarszego. Nikon za zgodą cara dokonał wówczas rozprawy ze zwolennikami reform: Nieronow został uwięziony w Monasterze Simonowskim, następnie przeniesiony do klasztoru Nowospasskiego i później do monasteru Przemienienia Pańskiego na Wyspie Kamiennej. Represjom poddani zostali również jego zwolennicy służący w soborze Kazańskiej Ikony Matki Bożej w Moskwie i w innych miastach Rosji, zesłani do odległych miejscowości lub umieszczeni pod strażą w odosobnionych monasterach.
W tym samym roku wydany został Psałterz uzupełniony modlitwami, w którym ograniczono z 16 do 4 liczbę pokłonów towarzyszących odmawianiu modlitwy wielkopostnej św. Efrema Syryjczyka oraz nakazano wykonywanie znaku krzyża trzema palcami zamiast dwoma. Wydarzenie to uważa się za początek walki Nikona z ruskimi obyczajami liturgicznymi. Patriarcha Nikon nie był pierwszym zwierzchnikiem Rosyjskiego Kościoła Prawosławnego, który podjął tego typu działania. Próby oczyszczenia rytu z naleciałości podejmowane były już w okresie zwierzchnictwa Filareta.

#### Reforma cerkiewna

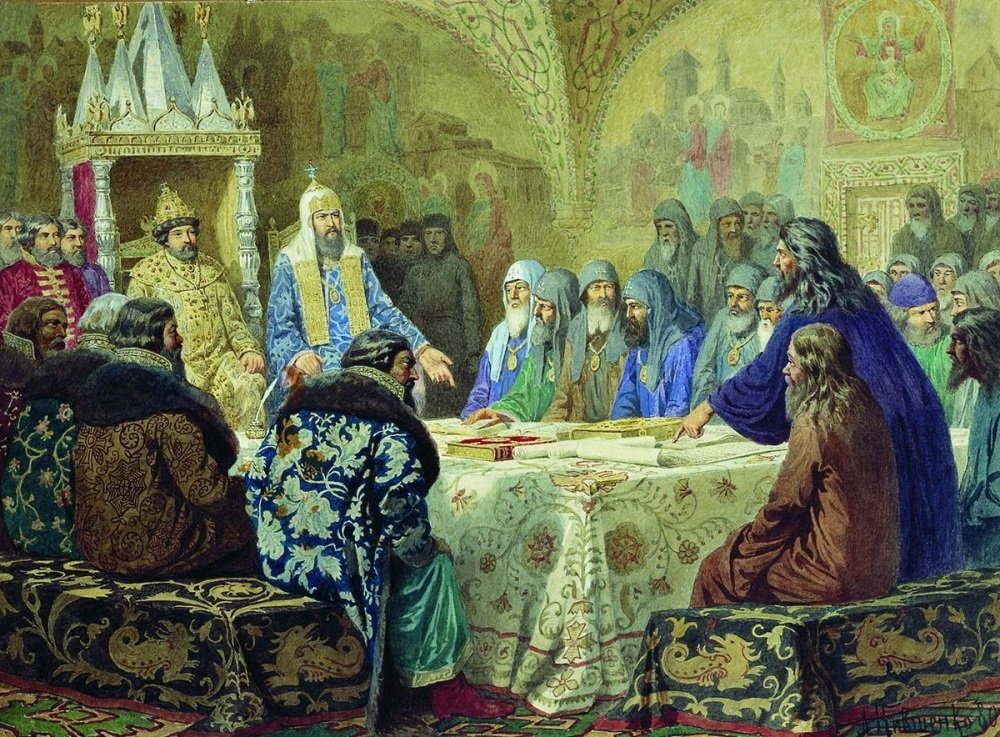
Patriarcha Nikon przedstawia poprawione księgi liturgiczne, obraz Aleksieja Kiwszenki

Dalsze działania na rzecz oczyszczenia liturgii prawosławnej z typowo ruskich naleciałości, powstałych w wyniku błędnego przepisywania ksiąg liturgicznych pochodzenia greckiego, Nikon podjął w 1654, rozsyłając do przełożonych monasterów pismo, w którym zawarł pouczenie nt. prawidłowej techniki wykonywania pokłonów. Nie wywołało ono polemiki wśród adresatów, ani też w społeczeństwie. W tym samym czasie patriarcha w swoich wystąpieniach publicznych zaczął poruszać problem błędnego wykonywania znaku krzyża przez wiernych. W tymże roku sobór Rosyjskiego Kościoła Prawosławnego pod jego przewodnictwem zatwierdził druk poprawionych ksiąg liturgicznych opracowanych według wzorców greckich. Poprawki do ksiąg zostały wprowadzone na podstawie informacji uzyskanych przez mnicha monasteru Troicko-Siergijewskiego Arseniusza (Suchanowa) w metropolii kijowskiej, na górze Athos oraz u patriarchy jerozolimskiego Paisjusza. Szersze wprowadzenie do Rosji wynalazku druku umożliwiło wydawanie poprawionych ksiąg w większych niż do tej pory nakładach: poprawiony Służebnik w ciągu trzech kolejnych lat został rozpowszechniony w ponad siedmiu tysiącach egzemplarzy.
W soborze udział wziął car oraz 34 duchownych (biskupów, przełożonych klasztorów, protopopów). Uczestnicy przyjęli założenia reformy liturgicznej i zgodzili się na dalszy druk poprawionych ksiąg pod kierunkiem mnichów sprowadzonych z metropolii kijowskiej i ze starożytnych patriarchatów prawosławnych. Nikon wygłosił również mowę, w której głosił równość władz świeckiej i duchownej. Uczestnicy soboru nie byli jednak jednomyślni; część z nich, w tym biskup kołomieński Paweł, uznała, iż sprowadzeni z zagranicy mnisi są heretykami i oprotestowała samą ideę reformy.
W 1656 Nikon przeprowadził drugi sobór, który potwierdził decyzje poprzedniego. Oprócz biskupów rosyjskich w obradach wzięli udział patriarcha serbski Gabriel oraz patriarcha antiocheński Makary. Sobór potępił osoby opowiadające się za zachowaniem starych obyczajów, zwłaszcza wykonywanie znaku krzyża dwoma, nie zaś trzema palcami. W kwietniu tego samego roku sobór zebrał się po raz trzeci i potwierdził klątwę rzuconą przez poprzedni na staroobrzędowców, wykonujących w ten sposób znak krzyża. Nikon prosił o poparcie dla reformy również patriarchę konstantynopolitańskiego, który wyraził się o niej bardziej sceptycznie, podkreślając, iż zewnętrzne różnice między liturgiką grecką i rosyjską nie miały charakteru dogmatycznego.
Zdaniem Łobaczewa reforma tekstów liturgicznych została przeprowadzona w zbyt szybkim tempie i w oparciu o zbyt wąski, w dodatku stosunkowo nowy, materiał źródłowy pochodzenia greckiego. Jako jedno ze źródeł dla Służebnika wydanego w 1655 wykorzystany został grecki euchologion opublikowany w 1602 w Wenecji. Wywołało to w przyszłości oskarżenia o przeprowadzanie reform w sposób pobieżny i w oparciu o teksty „skażone” wpływami zachodnimi. Zarzuty tego typu pojawiły się jednak dopiero w kolejnej dekadzie. Pierwsze polemiki związane z reformą nie przybrały masowego charakteru; rozłam na tym tle (raskoł) w Rosyjskim Kościele Prawosławnym nastąpił już po odsunięciu Nikona od tronu patriarszego.
Łobaczew sądzi, iż istnieją podstawy, by twierdzić, wbrew ocenom wielu późniejszych autorów, że Nikon nie uważał reformy cerkiewnej za najważniejsze zadanie jako patriarchy. Według tego autora hierarcha dążył do szerszego wzmocnienia pozycji duchowieństwa w społeczeństwie i podniesienia prestiżu prawosławia. Podkreśla on, że już w 1657 Nikon z mniejszym zaangażowaniem zajmował się reformą tekstów liturgicznych. Pogodził się również z Nieronowem, choć ten ostatni po ucieczce z miejsca odosobnienia dotarł na dwór patriarszy i ponownie zaatakował patriarchę. Nikon pozwolił dawnemu przyjacielowi zamieszkać w pałacu patriarchów i odprawiać nabożeństwa z użyciem ksiąg sprzed reformy.
W ocenie Zbigniewa Wójcika reforma Nikona miała na celu przede wszystkim wzmocnienie pozycji Kościoła w państwie i przeciwstawienie się centralizacyjnym dążeniom cara, których częścią było podporządkowanie Cerkwi władzy świeckiej. Kostomarow uzasadniał reformatorskie działania Nikona jego charakterem i ambicją, która skłaniała go do aktywności twórczej, a nie powielania starych wzorów. Autor ten podkreśla jednak, że brak szerokiego wykształcenia czy kontaktów z Europą zachodnią uniemożliwił patriarsze odegranie w Rosji takiej roli, jaką np. w metropolii kijowskiej odegrał Piotr Mohyła. Jego zdaniem dziesięcioletnia służba Nikona w charakterze kapłana wiejskiego sprawiła, iż przejął on brutalne obyczaje typowe dla swojego otoczenia. Ponadto jego postrzeganie prawdy i wiary nie różniło się od spojrzenia współczesnych mu Rosjan: przyjęcie greckich, a więc „poprawnych” obyczajów liturgicznych traktował jako pewniejszy środek na drodze do zbawienia. W ślad za nim podążać miała odnowa wewnętrzna Cerkwi, a następnie jej wiodąca rola w społeczeństwie.
Jerzy Ochmański twierdził, iż car poparł reformę Nikona, gdyż miała ona podnieść autorytet caratu i ułatwić Aleksemu I realizację jego planów wyzwolenia spod okupacji tureckiej prawosławnych narodów bałkańskich. A. Bogdanow wyraził podobny pogląd: jego zdaniem ambicje Aleksego I w zupełności pokrywały się z planami Nikona, który uważał, że obowiązkiem Moskwy, jako kontynuatorki dzieła Rzymu i Konstantynopola, jest zjednoczenie wszystkich prawosławnych chrześcijan w jednym państwie. Unifikacja obrzędów była jednym z kroków na drodze do realizacji tego celu.

#### Relacje Nikona z duchowieństwem

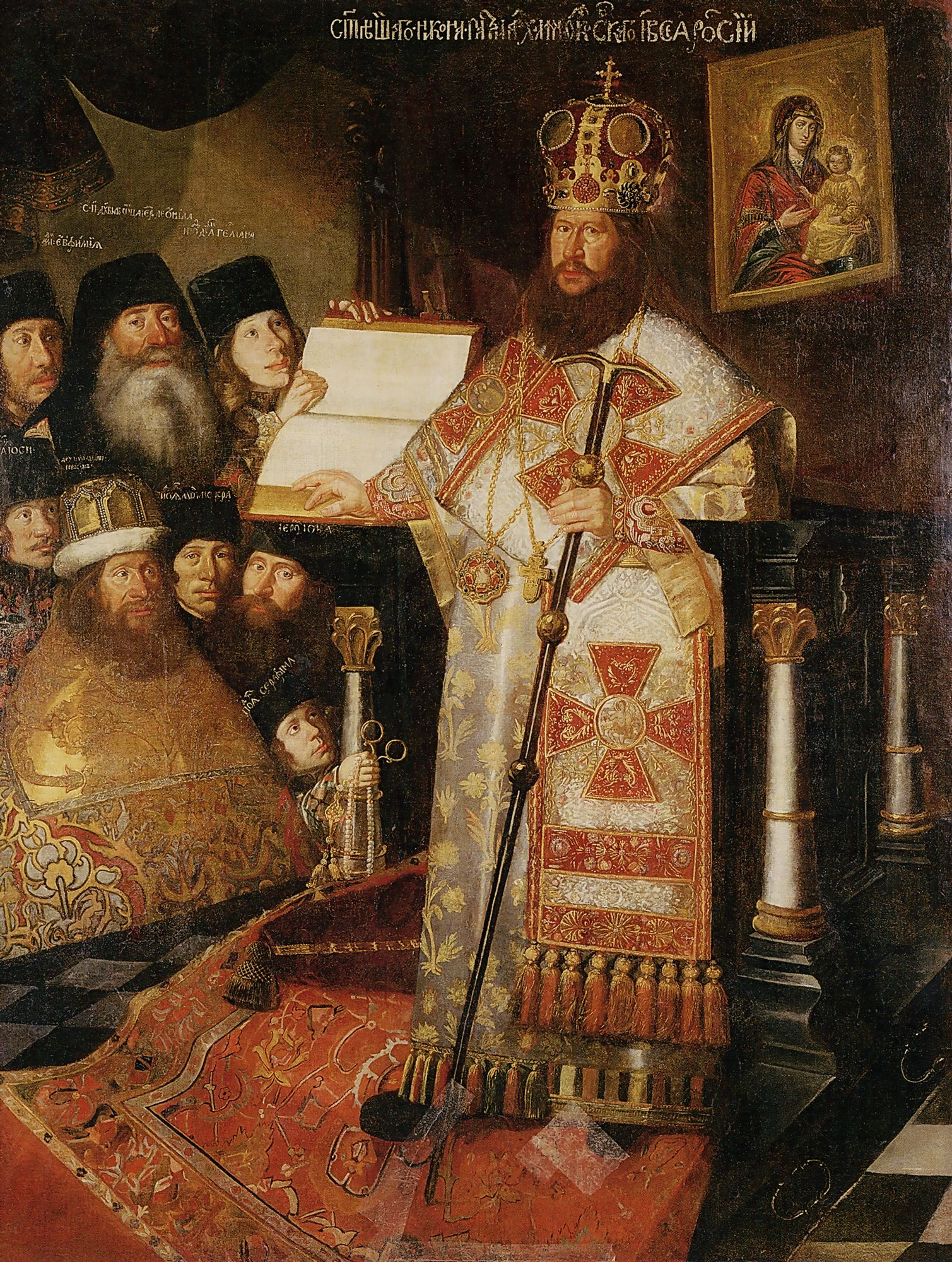
Nikon z duchowieństwem, obraz wykonany przez nieznanego autora najprawdopodobniej za życia patriarchy

Jako patriarcha Nikon zminimalizował rolę soboru biskupów w zarządzaniu Kościołem, jednoosobowo decydując o nowych nominacjach biskupich i odsunięciach hierarchów od pełnienia urzędów. Nie konsultował również swoich decyzji personalnych z carem i realizował własne zamierzenia w sposób bezwzględny i niepodlegający dyskusji. Dzięki jego poparciu metropolitą rostowskim został były przełożony monasteru Objawienia Pańskiego w Rostowie Jonasz, katedrę nowogrodzką objął mnich Makary z monasteru Przemienienia Pańskiego w Kazaniu, natomiast metropolitą sarskim został archimandryta Sylwester, dotąd przełożony monasteru Objawienia Pańskiego w Moskwie – wszyscy z grubsza popierali plany Nikona. Natomiast przeciwnik reformy cerkiewnej, metropolita kołomieński Paweł został z tego powodu zesłany i zmarł w nieznanych okolicznościach (Łobaczew odrzuca jednak popularną tezę, iż Nikon osobiście nakazał pozbawić go życia). W 1654 Nikon wyświęcił na biskupa twerskiego Laurentego, dotąd zwykłego mnicha jednego z monasterów nowogrodzkich. W 1657, po śmierci metropolity Korneliusza, Laurenty objął katedrę kazańską, co było wyjątkowo szybkim awansem w hierarchii cerkiewnej. Z kolei metropolita kruticki Pitirim, udzielający wsparcia Joannowi Nieronowowi, został w 1659 przez Nikona ekskomunikowany pod pretekstem naruszenia reguł liturgicznych świętowania Wjazdu Chrystusa do Jerozolimy. Decyzja ta wywołała protesty części wyższego duchowieństwa. Hierarchowie skierowali do cara pisma ze skargą na samowolę patriarchy. Przeciwko działaniom patriarchy protestował również biskup wiacki Aleksander. Nikon w 1655 wyświęcił go na biskupa kołomieńskiego w miejsce odsuniętego z katedry Pawła, następnie jednak dokonał reorganizacji eparchii i skierował go do biednego regionu Wiatki. W rezultacie Aleksander stał się jednym z największych jego przeciwników.
Szczególnie bezwzględnie Nikon obszedł się ze zwolennikami starych obrzędów, którzy należeli do duchowieństwa Rosyjskiego Kościoła Prawosławnego. Zostali oni pozbawieni dotychczasowych funkcji i zesłani do odległych monasterów i eparchii. Zdaniem Kostomarowa, oprócz charakteru patriarchy, na jego decyzję o rozprawie z przeciwnikami reform miało wpływ obecne na soborach je potwierdzających duchowieństwo greckie. Nikon wymagał od duchowieństwa również nienagannych obyczajów, odczytywania w cerkwiach pouczeń (co nie było dotąd praktykowane), zaś kapłanów niespełniających jego oczekiwań surowo karał.
W 1657 zredagowany został zbiorowy list duchowieństwa rosyjskiego do cara, w którym skrytykowana została polityka personalna Nikona, jego sposób odnoszenia się do hierarchii Cerkwi oraz sama reforma liturgiczna. Nikt jednak nie miał odwagi wręczyć pisma Aleksemu, stąd pozostało ono w kremlowskim soborze Zwiastowania i tam zostało odnalezione dopiero w 1668; wcześniej do szerszej wiadomości przeniknęły jedynie jego fragmenty. W liście zawarta została skarga na nowe obowiązki nałożone przez patriarchę na duchowieństwo parafialne oraz na niedostępność samego zwierzchnika Cerkwi, który w odróżnieniu od poprzedników niechętnie osobiście spotykał się z podległymi mu kapłanami. Krytykowano podniesienie podatków płaconych przez parafie na rzecz Kościoła oraz fakt, iż patriarcha bardziej interesował się sprawami państwa niż samym administrowaniem Rosyjskim Kościołem Prawosławnym. Autorzy listu w szczególny sposób zbulwersowani byli faktem, iż Nikon zmuszał monastery i eparchie do przeznaczania części dochodów na cele państwowe, np. wojsko. Jeszcze w XVII w., a więc bezpośrednio po upadku Nikona, funkcjonowały opinie, iż o jego zerwaniu z carem przesądziły skargi duchowieństwa, na które hierarcha pragnął odpowiedzieć represjami, a na co z kolei nie przystał Aleksy I. Zdaniem Łobaczewa opinia ta jest jednak przesadzona.

#### Zaangażowanie polityczne, wojna z Rzecząpospolitą i ze Szwecją

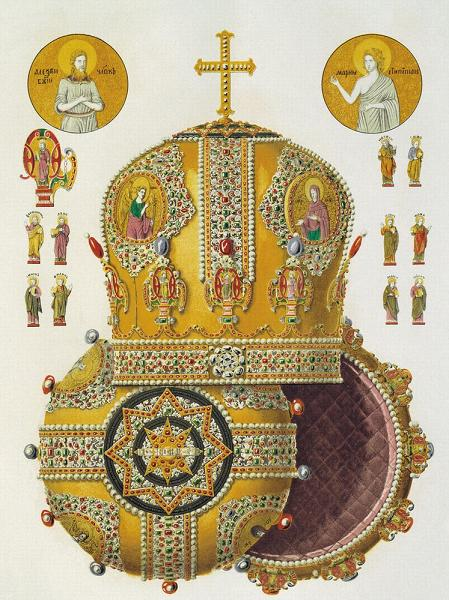
Mitra patriarchy Nikona

22 kwietnia 1653 Nikon spotkał się z poselstwem przybyłym od Kozaków zaporoskich Bohdana Chmielnickiego, następnie zwrócił się do Chmielnickiego z osobistym listem. Było to działanie wyjątkowe w porównaniu z aktywnością jego poprzedników na tronie patriarszym, z których jedynie Filaret podejmował samodzielne działania polityczne (wystąpienia pozostałych patriarchów sankcjonowały jedynie postanowienia władców świeckich). W tym samym okresie po raz pierwszy w stosunku do Nikona użyty został tytuł wielki gosudar, noszony wcześniej jedynie przez patriarchę Filareta. 25 maja 1653 Sobór Ziemski opowiedział się za zbrojnym wsparciem Chmielnickiego; wystąpienie to miało charakter doradczy. Łobaczew uważa jednak, że wpływ Nikona na cara i jego apele o „obronę prawosławia” w Rzeczypospolitej przełożyły się na ostateczną decyzję o rozpoczęciu wojny polsko-rosyjskiej, której w Rosji nadano silny wydźwięk religijny.
Wpływ Nikona na cara około roku 1654 zaczął być przedmiotem zawiści bojarów, zwłaszcza negatywnie nastawionych do wojennych zamiarów patriarchy. W końcu kwietnia 1654 car i patriarcha wspólnie żegnali wojska odchodzące do walki z Polską. Po pierwszych sukcesach wojsk rosyjskich Nikon uznał siebie za ich twórcę, co przypisywał swojej modlitwie i radzie. Zaczął również posługiwać się tytułem całej Wielkiej i Małej Rusi (mimo istnienia prawosławnej metropolii kijowskiej) i podjął szeroko zakrojone działania na rzecz nawracania na prawosławie wyznawców innych religii przebywających na terenach zajmowanych przez Rosjan. Z jego inicjatywy wojsko otrzymało księgi mające służyć kampanii misyjnej, Nikon nakazał również mnichom we wszystkich klasztorach modlić się za jej powodzenie. Po zdobyciu w 1654 Smoleńska powołał w tym mieście prawosławną eparchię. Z jego polecenia razem z carem na wojnę udawali się biskupi i duchowni, którzy wygłaszali kazania dla wojska, organizowali modlitwy za zwycięstwo, następnie zaś wznosili cerkwie na podbitych ziemiach i prowadzili działania misyjne.
W okresie nieobecności cara w Moskwie władza została przekazana w ręce komisji sformowanej przez bojarów, której teoretycznie przewodniczył małoletni carewicz Aleksy. Ponieważ opiekę nad nim powierzono Nikonowi, w praktyce pod nieobecność cara to on sprawował jego obowiązki. W lipcu 1654 w Moskwie wybuchła epidemia, która skłoniła patriarchę – w porozumieniu z carem – do wyjazdu do Ławry Troicko-Siergijewskiej razem z carycą Marią i carewiczem. Pozostawał jednak w kontakcie z monarchą, jak również kierował, za pośrednictwem bojara Pronskiego, walką z rozprzestrzenianiem się epidemii. W sierpniu wrócił na krótko do Moskwy, jednak obawiając się dalszych postępów epidemii wyjechał ponownie do monasteru w Kalazinie. W okresie tym podjął działania przeciwko rozpowszechnianiu się w Rosji ikon pisanych na wzór realistycznego malarstwa zachodnioeuropejskiego. Część odnalezionych wizerunków tego typu patriarcha osobiście zniszczył. Do lutego 1655 praktycznie wycofał się z życia publicznego, przebywając w różnych klasztorach. Zdaniem Łobaczewa w tym właśnie okresie był u szczytu swojej potęgi.
W 1656, po zawarciu z Rzecząpospolitą rozejmu w Niemieży, Rosja podjęła działania wojenne przeciwko Szwecji. Zdaniem J. Kurskowa i J. Kobzariewej jednym z doradców, którzy skłonili Aleksego I do tego kroku, był patriarcha Nikon. Łobaczew twierdzi, że Nikon marzył o budowie prawosławnego cesarstwa od Bałtyku do dawnego Konstantynopola. Po wyjeździe monarchy na wojnę ponownie władzę miała sprawować komisja bojarów, jednak nadzór nad nią w praktyce pozostawał w rękach patriarchy, który działał w pełnym porozumieniu z carem (utrzymywał z nim korespondencję), nawet gdy nie przebywał w Moskwie (styczeń i luty 1656 spędził w Nowogrodzie i Wiaźmie).
W czerwcu 1656 z inicjatywy Nikona powstał monaster Podwyższenia Pańskiego na wyspie Kij.
Do ok. 1656 wpływ Nikona na państwo był tak znaczny, że car nie podejmował bez konsultacji z nim żadnych decyzji. Patriarcha ingerował również w prywatne życie Aleksego I, który pod jego wpływem zrezygnował z licznych świeckich rozrywek, w tym ulubionych polowań, jako czynności sprzecznych z prawosławną etyką.
W ocenie Łobaczewa cała samodzielna działalność polityczna Nikona podporządkowana była celowi rozprzestrzeniania się prawosławia. Podobny pogląd wyraził historyk cerkwi hieromnich Tichon (Polanski), który twierdzi, iż cała aktywność hierarchy miała na celu duchowe odrodzenie Rosji (Rusi), następnie zaś jej wzmocnienie i poszerzenie jej wpływów. W ten sposób Nikon rozwijał koncepcję „Moskwy – Trzeciego Rzymu”.

#### Wzrost majątków Patriarchatu Moskiewskiego i budowa Nowego Jeruzalem

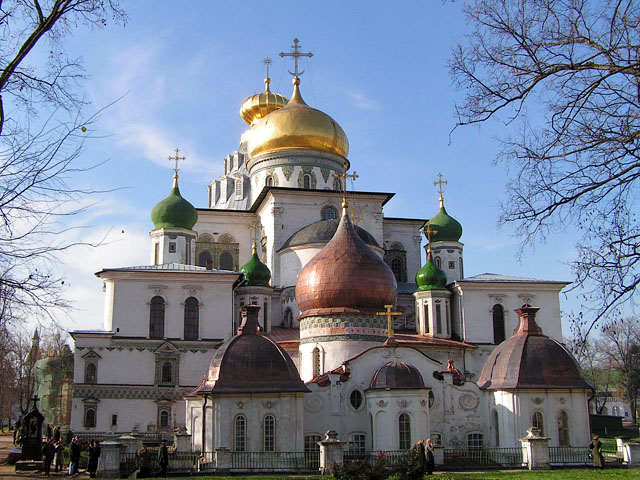
Monaster Zmartwychwstania Pańskiego w Istrze, zwany Nowym Jeruzalem, miał w zamyśle Nikona stać się nowym centrum świata prawosławnego

W okresie sprawowania urzędu patriarchy przez Nikona doszło do znaczącego powiększenia majątków zarządzanej przez patriarchę eparchii moskiewskiej kosztem innych administratur Rosyjskiego Kościoła Prawosławnego. W celu wzmocnienia pozycji założonych przez siebie klasztorów (Zmartwychwstania Pańskiego w Istrze, Świętojezierskiego i Podwyższenia Krzyża Pańskiego na wyspie Kij), Nikon odebrał ziemię innym monasterom i parafiom, zamieniając łącznie 12 klasztorów i 45 cerkwi w filie zakładanych przez siebie ośrodków monastycznych. W 1657 patriarcha zdecydował również o likwidacji samodzielnej eparchii kołomieńskiej, włączając ją do eparchii moskiewskiej i tym samym przejmując znaczną część jej ziem na rzecz Nowego Jeruzalem.
Sama budowa monasteru została rozpoczęta w 1656. W czerwcu tego roku patriarcha wykupił ziemię we wsi Woskriesienskoje, gdzie ukształtowanie terenu przypominało mu krajobraz starożytnej Palestyny. Obiektom geograficznym nadano na wykupionych gruntach nazwy nawiązujące do Nowego Testamentu. Pierwsza cerkiew w kompleksie klasztornym została wyświęcona w 1657.
Dalsze rozszerzanie majątków patriarchatu odbywało się drogą nadań i wykupów. W pierwszych latach sprawowania urzędu przez Nikona Aleksy I nadał eparchii moskiewskiej, zarządzanej przez zwierzchnika Cerkwi, jak również osobiście patriarsze znaczne obszary ziemskie. Znane były również przypadki, gdy patriarcha odwoływał zarządzenia carskie nadające ziemię innym osobom i sam przejmował dane majątki, czemu nie sprzeciwiał się Aleksy I. Nikon otrzymał również szereg ziem, których właściciele zmarli bezpotomnie. Zamiłowanie patriarchy do przepychu wyrażało się także w noszonych przez niego wyjątkowo wystawnych strojach, m.in. w 1655 zakupił nowe nakrycie głowy za 1000 rubli. Ponadto w 1652 Nikon rozpoczął budowę pałacu patriarszego w obrębie moskiewskiego Kremla, który wyposażył w drogocenne meble i sprzęty. Zafascynowany kulturą grecką, Nikon starał się na co dzień naśladować obyczaje greckie, kupował książki napisane w tym języku i otaczał się mnichami tej narodowości. Zapoczątkował również w Rosji kult Iwerskiej Ikony Matki Bożej, jednego ze świętych wizerunków przechowywanych na górze Athos.
Oprócz kwestii religijnych Nikon interesował się geografią i astrologią, był również zwolennikiem rozwoju drukarstwa w Rosji i posiadał znaczny talent polemiczny. Jego zachowane teksty cechuje ekspresja i emocjonalność stylu z częstym użyciem ironii jako środka stylistycznego. Patriarcha angażował się również w organizację działalności charytatywnej, sam odwiedzał więzienia i organizował w swojej rezydencji obiady dla ubogich.

#### Konflikt z carem i odejście do monasteru Nowe Jeruzalem

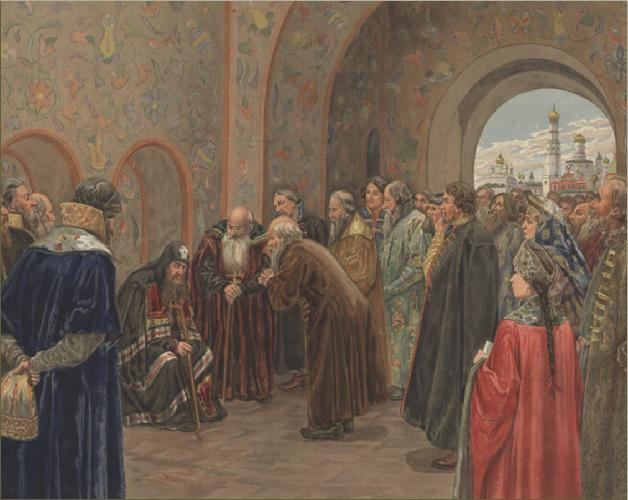
Zerwanie między Nikonem i Aleksym I. Obraz Siergieja Miloradowicza

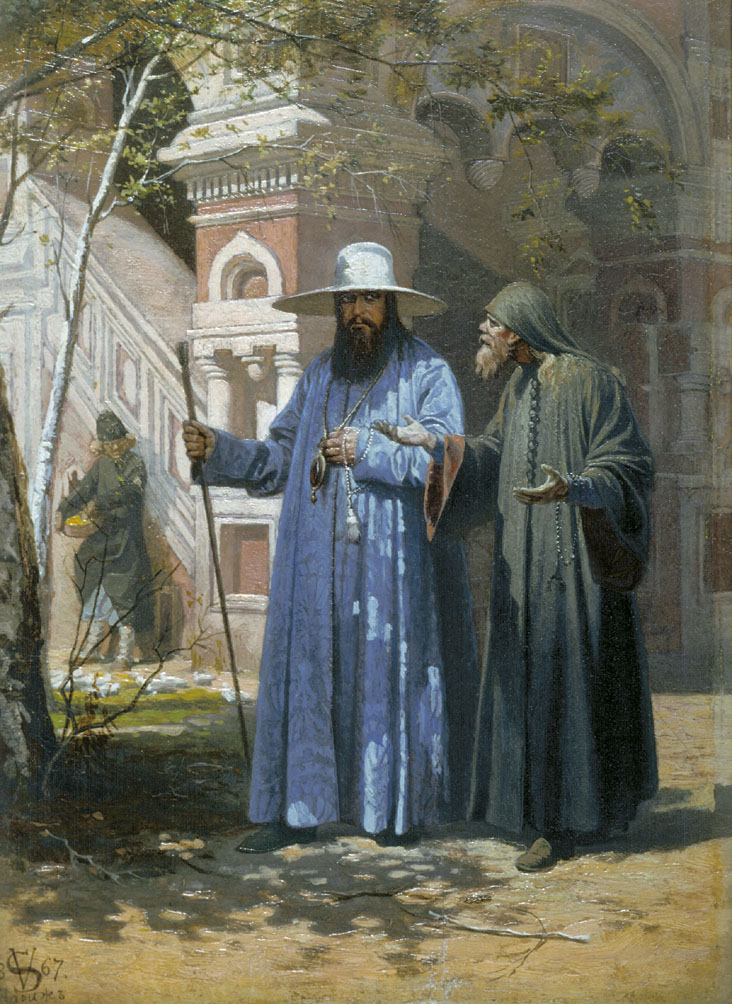
Nikon w monasterze Nowe Jeruzalem, obraz Wiaczesława Schwarza

Między rokiem 1655 a 1658 relacje cara i patriarchy uległy znacznemu pogorszeniu. Do pierwszej publicznej kłótni obydwu doszło w Wielki Piątek 1656. Jej okoliczności nie są dokładnie znane, wiadomo jednak, iż car, urażony pysznym zachowaniem Nikona, publicznie wypomniał mu chłopskie pochodzenie i obraził obelżywymi słowami. Do eskalacji konfliktu mogło dojść w 1657, gdy car, pod wpływem obserwacji poczynionych w czasie wojen z Rzecząpospolitą i Szwecją, na nowo wprowadził na dwór świeckie rozrywki potępiane przez patriarchę. W 1658 Aleksy I przestał uczestniczyć w nabożeństwach odprawianych w kremlowskich cerkwiach przez Nikona, nie pojawił się nawet na uroczystościach wielkanocnych. Incydentem, który ostatecznie zakończył pozytywne relacje cara i patriarchy było pobicie księcia Mieszczerskiego, podającego się za „człowieka patriarchy”, przez bojara Bogdana Chitrowo w czasie uroczystego wjazdu do Moskwy cara gruzińskiego. Poproszony przez patriarchę o ukaranie winowajcy, car nie zareagował. Wydarzenie to miało miejsce 6 lipca 1658. Dwa dni później Aleksy I nie pojawił się na Świętej Liturgii z okazji święta Kazańskiej Ikony Matki Bożej, nie wziął również udziału w obchodzonych 10 lipca święcie Złożenia Szat Pańskich. Wówczas w czasie Świętej Liturgii Nikon publicznie zdjął szaty patriarsze i odstawił biskupi żezł, po czym ogłosił rezygnację z urzędu i odejście do monasteru. Następnego dnia, w szatach zwykłego mnicha, przeniósł się do zbudowanego przez siebie monasteru Nowe Jeruzalem. Uczynił to mimo protestów części moskiewskich wiernych.
Zdaniem części historyków (m.in. Zyzykina i Koszelewej) ostateczną przyczyną wycofania się Nikona z życia publicznego była działalność opozycji bojarskiej, która poprzez swoje intrygi doprowadziła do załamania się doskonałych relacji między patriarchą i carem. Zdaniem Koszelewej patriarcha dążył do podporządkowania bojarstwa Kościołowi, co wywołało sprzeciw najbardziej wpływowych przedstawicieli tej warstwy społecznej. Zyzykin podobnie uważał, iż występując przeciwko Nikonowi bojarzy bronili swoich przywilejów przed działalnością „progresywnego” patriarchy. Pipes wprost ocenia, że to intrygi dworskie poróżniły Nikona i Aleksego I. W ocenie ks. Paprockiego konflikt między carem i patriarchą był w rzeczywistości walką o utrzymanie niezależności Rosyjskiego Kościoła Prawosławnego i próbą powstrzymania działań na rzecz jego całkowitego podporządkowania carowi. N. Zyzykin uważał, iż konflikt ideologiczny między Nikonem obejmował zarówno kwestię kompetencji Cerkwi i jej miejsca w społeczeństwie, jak i zakresu władzy carskiej i jej relacji z duchowną. Wpisuje on wydarzenia te w proces kształtowania się pojęcia władzy w Rosji.
Łobaczew podkreśla, iż sprzeciw bojarów budziło osłabienie ich pozycji na korzyść wpływów Nikona oraz część przywilejów, jakie patriarcha otrzymywał na swój wniosek od cara, m.in. wyłączenie chłopów należących do instytucji cerkiewnych spod świeckiej władzy sądowniczej i systemu podatkowego. Zaznacza również, iż Nikon dążył do budowy w Rosji państwa opartego w pełni na chrześcijańskich zasadach moralnych, z wiodącą rolą Cerkwi i prawosławnym, współpracującym z nią ściśle carem. Polityka ta, w połączeniu z trudnym charakterem hierarchy, doprowadziła do całkowitego upadku jego popularności wśród bojarów, a także duchowieństwa, co musiało zakończyć się również utratą poparcia cara.

#### Odosobnienie

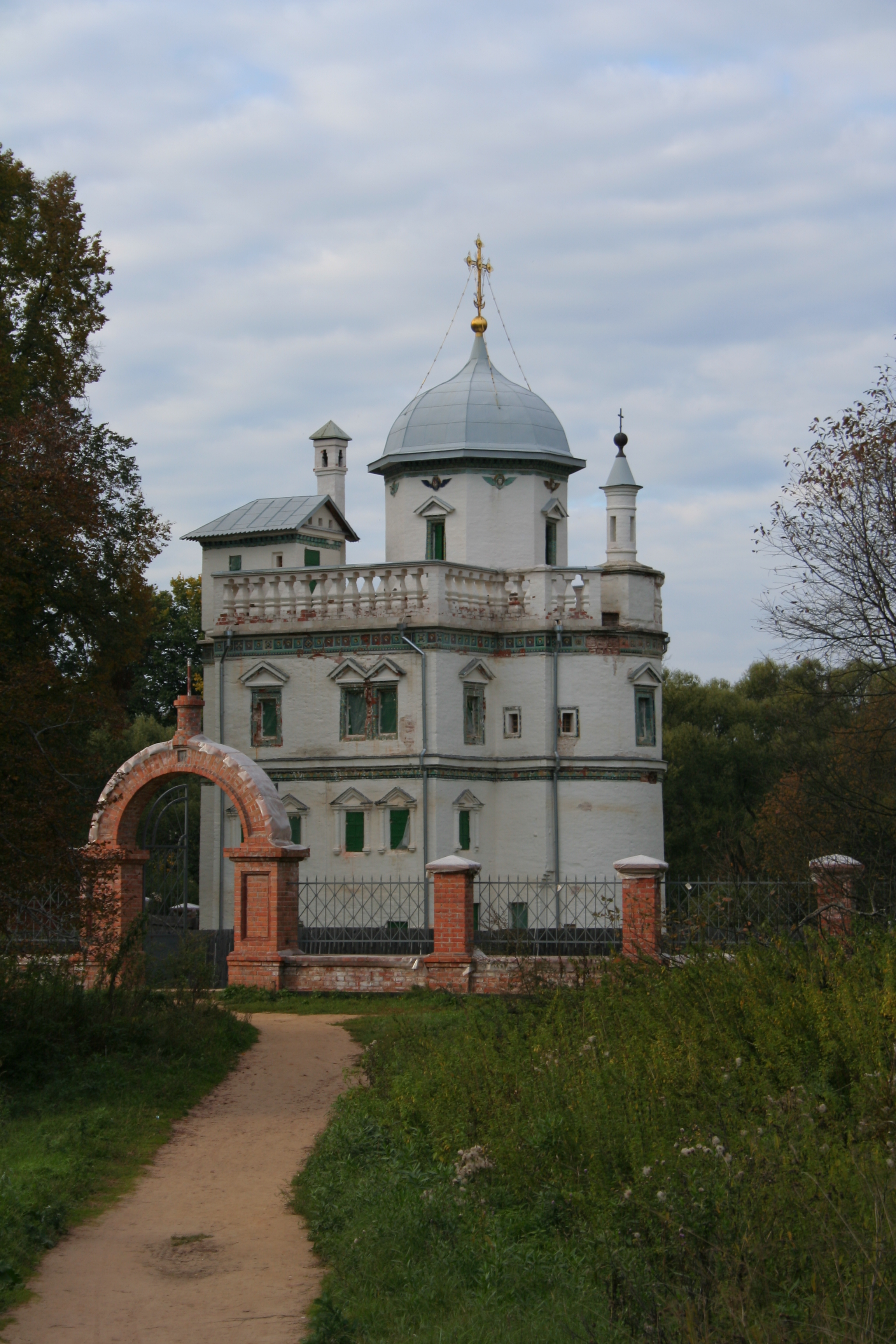
Skit Nikona w Nowym Jeruzalem

Zdaniem Pipesa opuszczając Moskwę Nikon oczekiwał na gest przeprosin ze strony cara, który jednak nie nastąpił. Podobne motywy swojej decyzji przedstawiał sam hierarcha w liście do patriarchy konstantynopolitańskiego Dionizego w 1666. Wyjazd patriarchy ze stolicy wywołał konsternację. Z duchownym skontaktował się bojar A. Trubiecki, który usłyszał od Nikona, że jego decyzja jest nieodwołalna. Patriarcha zaprzeczył również, by kierował się uczuciem gniewu wobec cara. Formalnie Nikon pozostawał zwierzchnikiem Rosyjskiego Kościoła Prawosławnego, jednak w praktyce zaprzestał kierowania nim. Wywołało to licznie nieporozumienia wśród duchowieństwa. Co więcej, 12 czerwca, w czasie spotkania z Trubieckim, wręczył mu pismo, w którym apelował o dokonanie wyboru nowego patriarchy i przeklinał sam siebie, w razie gdyby zechciał ponownie objął zarząd Cerkwi. Mimo tego w początkowym okresie swojego odosobnienia miał nadzieję na pojednanie z Aleksym I, oczekiwał jednak od niego pierwszego kroku. Jeszcze w 1659, po obchodach Niedzieli Palmowej, Nikon napisał do cara list, w którym skarżył się na fakt, iż tradycyjny obrzęd wjazdu patriarchy na ośle został przeprowadzony pod jego nieobecność, z udziałem metropolity krutickiego Pitirima.
Z czasem hierarcha skupił się wyłącznie na rozbudowie monasteru, przede wszystkim jego głównego soboru, który miał być upiększoną repliką bazyliki Grobu Pańskiego. Wzorcem dla obiektu był model bazyliki przekazany Nikonowi w 1649 przez prawosławnego patriarchę Jerozolimy Paisjusza. Obiekt, według osobistych wskazań pomysłodawcy, był budowany od 1 września 1658, nie został jednak nigdy ukończony w przewidywanym przez niego kształcie.
Przebywając w monasterze, Nikon żył według reguł przewidzianych dla zwykłych hieromnichów: regularnie odprawiał nabożeństwa, pościł, pracował fizycznie w ogrodzie, na budowie soboru i łowił ryby w stawach klasztornych. Dzięki wizytom duchownych w klasztorze wiedział o bieżących wydarzeniach w kraju.
Latem 1659 Nikon postanowił udać się do Moskwy, być może sądząc, iż jego konflikt z carem wygasł. Został przyjęty przez Aleksego i było to ich ostatnie spotkanie przebiegające w dobrej atmosferze. Natychmiast został ponownie zaatakowany przez swoich przeciwników, którzy oskarżali go przed carem o złe gospodarowanie majątkiem Kościoła i bezprawne posługiwanie się tytułem wielkiego gosudara. Aleksy poprosił wówczas Nikona o wyjazd do monasteru w Kalazinie, czego patriarcha nie uczynił, udając się na powrót do Nowego Jeruzalem. Hierarcha uznał wówczas, iż nikt nie oczekuje jego powrotu do pełnienia urzędu i udał się na pielgrzymkę do założonych przez siebie klasztorów. Z korespondencji ze swoim dawnym protegowanym, N. Ziuzinem, wiedział, iż na styczeń 1660 zaplanowano sobór, który miał zdecydować o jego dalszych losach. Twierdził jednak, iż jest szczęśliwy w swojej obecnej sytuacji i nie ma zamiaru podejmować starań na rzecz powrotu do dawnej pozycji.

#### Pozbawienie godności patriarchy

##### Sobór w 1660
Przygotowania do soboru mającego zadecydować o dalszych losach Nikona i wyborze jego ewentualnego następcy rozpoczęto w lutym 1660. Początkowo za kwestię kluczową uważano rozstrzygnięcie, jakich dokładnie słów użył patriarcha, zapowiadając 10 lipca 1658 odejście z urzędu: w razie gdyby jednoznacznie ogłosił on obłożenie samego siebie klątwą w przypadku powrotu, sobór nie miałby prawa prosić go o powrót do Moskwy. Jednakże świadkowie tego wydarzenia, głównie duchowni, twierdzili, iż nie słyszeli dokładnie słów hierarchy lub też że nie wypowiedział on słowa anatema. Poszukiwania dalszych świadków trwały także po 17 lutego 1660, gdy sobór wydał wstępne oświadczenie, iż odejście Nikona nie było efektem prześladowań. W tym samym czasie z polecenia soboru do przebywającego na wyspie Kij Nikona udał się Matwiej Puszkin, prosząc go o błogosławieństwo na wybór następcy. Patriarcha odmówił. W związku z powstałym w ten sposób impasem sobór zwrócił się o radę do przebywających w Moskwie hierarchów starożytnych patriarchatów prawosławnych, którzy stwierdzili, iż porzucający swoją katedrę biskup powinien zostać pozbawiony godności. Nikona bronił przybyły z Kijowa mnich Epifaniusz Sławiniecki, jego wcześniejszy współpracownik w okresie reformy ksiąg, który wskazał, iż kanony soborów powszechnych, na które powołali się hierarchowie greccy, mogły być różnie interpretowane, nie istnieje zatem jednoznaczna zasada postępowania w podobnych przypadkach. Epifaniusz sugerował przeprowadzenie wyborów nowego patriarchy bez pozbawiania Nikona tytułu. Ostatecznie jednak w maju 1660 sobór ogłosił, iż o losach patriarchy zdecyduje jego następca, Nikon nie zachowa jednak godności biskupiej i będzie musiał zamieszkać w wyznaczonym mu monasterze. Łobaczew podkreśla, iż obrady soboru przebiegały pod jednoznacznym wpływem władz świeckich (komisji badającej postępowanie Nikona w 1658 przewodniczył bojar P. Sałtykow), któremu ulegli obecni na nim biskupi. Również opinie hierarchów greckich nie były bezstronne, gdyż kierowane przez nich eparchie były finansowo zależne od wsparcia carów.
W czasie obrad soboru Nikon przebywał w monasterze na wyspie Kij, gdzie przez pewien czas ciężko chorował i podejrzewał próbę otrucia. Do Nowego Jeruzalem wrócił w grudniu 1660. Nadal działał na rzecz rozwoju monasteru, do którego przeniósł swoją bibliotekę, planował również założyć w nim drukarnię. Stale rozbudowywany klasztor stał się ważnym ośrodkiem artystycznym, zaś liczba przebywających w nim mnichów wzrosła do pięciuset.

##### Wystąpienie metropolity Paisjusza i odpowiedź Nikona
W 1662 do Moskwy przybył metropolita Gazy Paisjusz, który zasugerował Aleksemu I przeprowadzenie sądu na Nikonem za porzucenie przez niego swojej eparchii. Paisjusz napisał również list do patriarchy, apelując do niego o pokutę i powrót do stolicy. Równocześnie jednak nawiązał korespondencję z bojarem Strieszniewem, któremu, w cyklu odpowiedzi na pytania dotyczące poszczególnych działań Nikona, przedstawił własną opinię teologiczno-kanoniczną na temat jego aktywności. Paisjusz w całej rozciągłości popierał niechętne Nikonowi stanowisko cara, krytykując działalność patriarchy. W odpowiedzi patriarcha napisał Возражение или Разорение смиреннаго Никона – obszerny tekst, w którym bronił się przed zarzutami, formułował również swoją koncepcję miejsca Kościoła w świeckim państwie. Paisjuszowi zarzucał natomiast stronniczość i świadome oszczerstwa. Nikon głosił w tekście przede wszystkim prymat władzy kościelnej nad świecką, które porównywał do słońca i księżyca. Utrzymywał, że o ile duchowieństwo ma prawo brać udział w polityce, o tyle carowi nie przysługuje prawo do ingerencji w życie Kościoła. Na poparcie swoich tez cytował obszernie pisma Ojców Kościoła (Jan Chryzostom, Teodor Studyta, Jan z Damaszku) i Biblię. Część autorów uważa także, iż inspiracją dla patriarchy były poglądy papieża Innocentego III. W ocenie G. Biernadskiego podobieństwo (nawet w używanych metaforach) nie zmienia faktu, iż koncepcje Nikona nie były prostym powtórzeniem idei powstałych w Kościele katolickim. Łobaczew podkreśla, że nie jest nawet pewne, że Nikon, nieznający języka łacińskiego ani greki w stopniu umożliwiającym samodzielną lekturę, znał poglądy Innocentego III. Zyzykin jest zdania, że idee Nikona opierały się na tekstach Ojców Kościoła, zaś za ich założenie wyjściowe należy przyjąć starochrześcijańskie przekonanie o tym, iż władza kościelna i świecka wspólnie dąży do utrwalania i obrony tej samej prawdy (z czego wynika ścisła współpraca cara i patriarchy). Wyższość władzy kościelnej w ujęciu Nikona nie oznacza kontroli duchownych nad świeckimi, a jedynie ma charakter duchowy – wynika z uznania przez patriarchę zbawienia duszy za cel ważniejszy niż polityka. Autor ten twierdzi, iż w swoim wystąpieniu Nikon przede wszystkim bronił pozycji, jaką Kościół miał w Rosji, nie zaś domagał się rozszerzenia jego prerogatyw. Jako ideał polityczny i duchowy przedstawiał państwo teokratyczne, z prawosławnym carem i wspierającym go patriarchą – zwierzchnikiem Kościoła. Zyzykin podkreśla również, iż koncepcje Nikona zostały źle zrozumiane przez współczesną mu hierarchię cerkiewną.
W grudniu 1662 car i bojarzy zdecydowali o przeprowadzeniu nowego soboru, który miał ostatecznie zamknąć sprawę Nikona. Aleksy I polecił również P. Sałtykowowi, jednemu z członków komisji przygotowującej sobór, odnalezienie jak największej liczby dowodów umożliwiających oskarżenie patriarchy o kradzież majątku Kościoła i inne przestępstwa niezwiązane z prawem kanonicznym. Do komisji napłynęły listy od przeciwników Nikona, m.in. pismo biskupa wiackiego Aleksandra, wprost określającego patriarchę jako heretyka. Za radą metropolity Paisjusza car zaprosił do wzięcia udziału w soborze patriarchów konstantynopolitańskiego Dionizego, aleksandryjskiego Paisjusza, antiocheńskiego Makarego oraz jeruzalemskiego Nektariusza, przesyłając im dodatkowo dary pieniężne. W czerwcu 1663, wskutek donosu, jakoby Nikon w czasie nabożeństwa przeklął rodzinę carską, w monasterze Zmartwychwstania Pańskiego pozostawiono oddział strzelców w celu nadzoru nad duchownym. Równało się to z jego faktycznym uwięzieniem.

##### Powrót do Moskwy

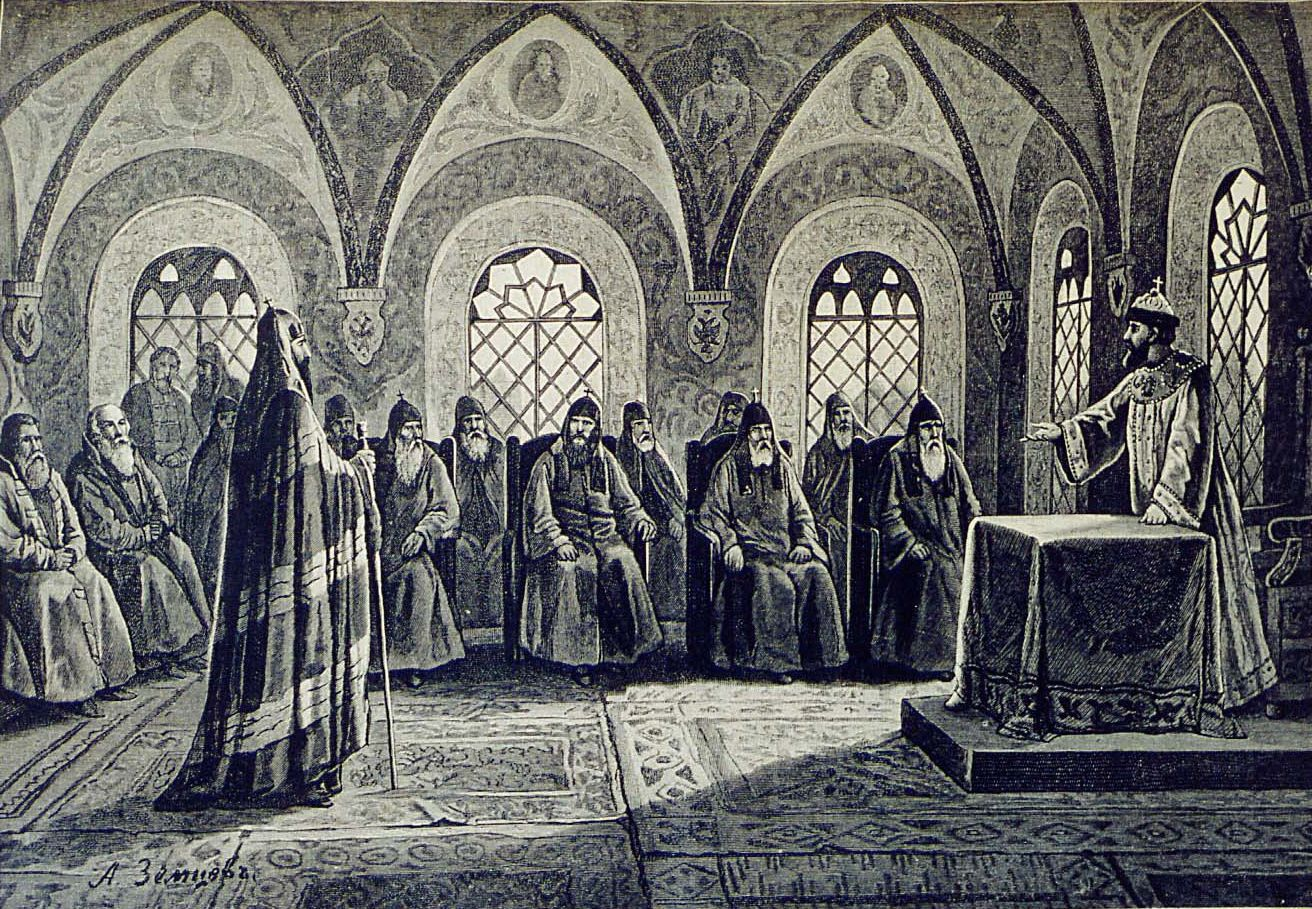
Sąd nad Nikonem, ilustracja A. Ziemcowa, 1892

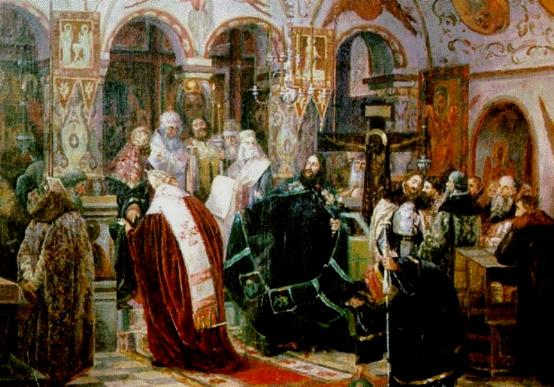
Pozbawienie Nikona szat patriarszych. Obraz nieznanego autora, XIX w.

Do 1664 planowany sobór w dalszym ciągu nie dochodził do skutku. Tymczasem wobec zmiany sytuacji politycznej (zawarcie pokoju polsko-szwedzkiego, klęski wojsk rosyjskich w walce z Rzecząpospolitą) patriarcha podjął próbę pogodzenia się z Aleksym I. Zachęcał go do tego również Ziuzin. W nocy z 17 na 18 lutego 1664 Nikon nieoczekiwanie wrócił do Moskwy, udał się do soboru Zaśnięcia Matki Bożej na Kremlu i w czasie nabożeństwa całonocnego czuwania, odprawianego przez metropolitę rostowskiego Jonasza, zajął miejsce przeznaczone dla patriarchy. Następnie pobłogosławił Jonasza i innych obecnych duchownych, po czym polecił mu poinformować cara o swoim powrocie. Po przybyciu do soboru grupy bojarów i metropolity krutickiego Pawła oznajmił, iż wrócił do sprawowania urzędu z własnej woli, tak, jak niegdyś opuścił Moskwę. Zapewnił, iż jego zamiary są pokojowe i twierdził, że miał poprzedniej nocy widzenie św. metropolity moskiewskiego Piotra, który polecił mu powrót. Gdy mimo wszystko zażądano od niego opuszczenia świątyni, wyszedł z niej, zabierając symbol władzy patriarszej – żezł metropolity Piotra, i wyjechał z Moskwy. Po negocjacjach, jakie przeprowadził z nim metropolita kruticki, Nikon przesłał żezł do cara za pośrednictwem archimandryty Nowego Jeruzalem Gerazyma. Zapowiadał również, iż nie będzie interweniował w sprawy Cerkwi po wyborze swojego następny; prosił niemniej o pozostawienie w jego zarządzie trzech założonych przez siebie klasztorów i ich filii. Następnie wrócił do dotychczasowego miejsca pobytu. Nadal interesował się jednak sytuacją w kraju, ponadto skierował do patriarchy Konstantynopola pismo, w którym skarżył się na niesprawiedliwe potraktowanie go przez cara. List ten nie dotarł do adresata, gdyż posłaniec został zatrzymany przez wojska Aleksego I.

##### Sobór w 1666

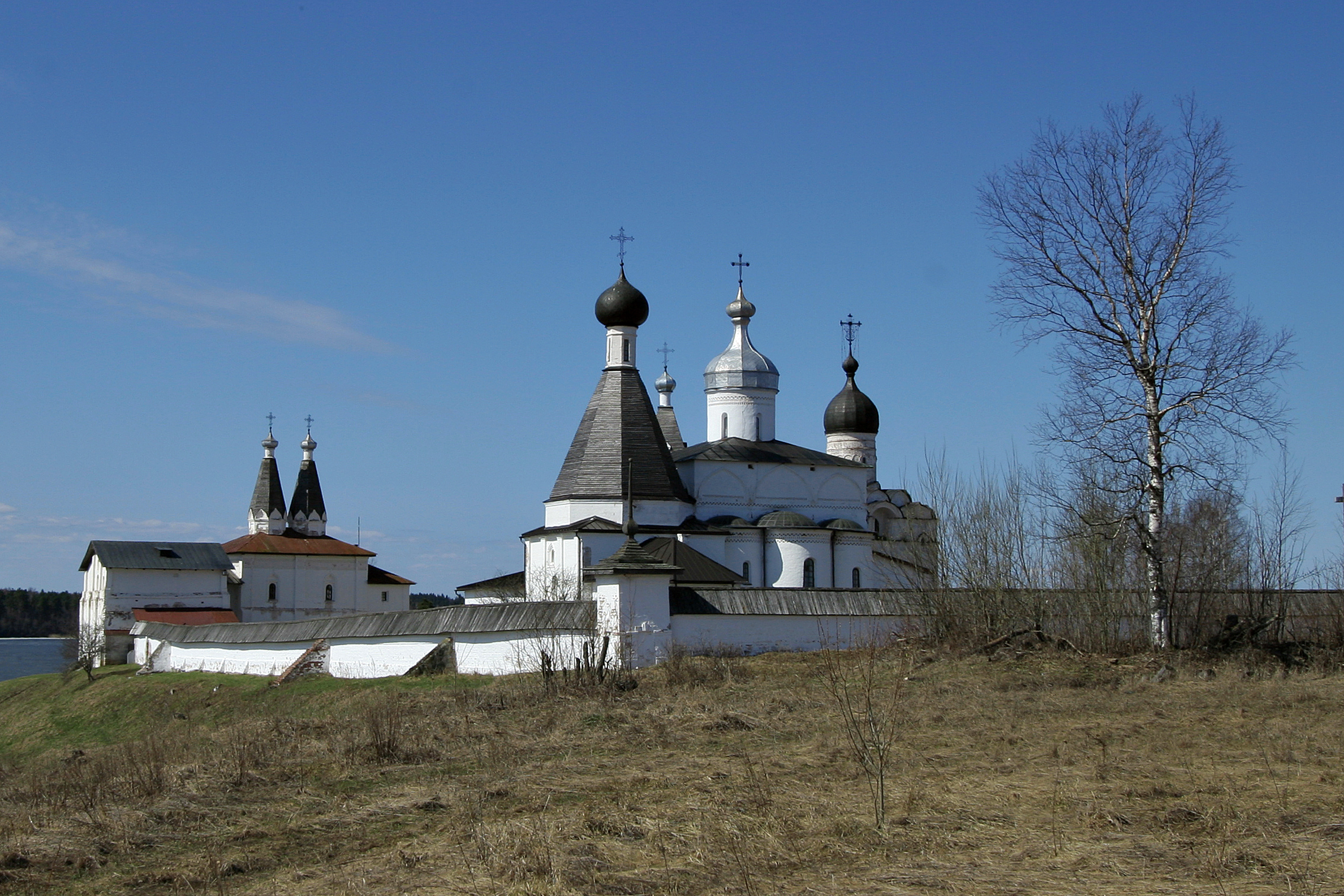
Monaster Terapontowski

2 listopada 1666 do Moskwy dotarli patriarchowie Paisjusz i Makary. Trzy dni po swoim wjeździe spotkali się z carem, który jednoznacznie poinformował ich, jakim wynikiem ma skończyć się planowany sobór. Żaden z hierarchów nie bronił patriarchy Moskwy.
Ostateczny sąd nad Nikonem odbył się 1 grudnia 1666 z udziałem całej Dumy Bojarskiej, Aleksego I oraz hierarchów rosyjskich i zaproszonych greckich. Sam car oskarżył Nikona o samowolne zaprzestanie wykonywania obowiązków, a tym samym narażenie Kościoła na niespotykany dotąd zamęt wewnętrzny. Następnie patriarchowie przeprowadzili przesłuchanie obwinionego. Dwa dni później Nikonowi odczytane zostały zarzuty uznane za udowodnione: odejście z urzędu patriarszego połączone z rzuceniem klątwy, co naraziło na gniew cara, bezpodstawne oskarżenia pod adresem hierarchii rosyjskiej w liście do patriarchy Konstantynopola, obrazę patriarchów przybyłych na sobór oraz pozbawienie urzędu biskupa kołomieńskiego Pawła. W tym samym dniu obydwaj patriarchowie ponownie spotkali się z Aleksym I. Ostateczny wyrok w sprawie Nikona zapadł 12 grudnia 1666. Z wymienionych tydzień wcześniej powodów został on pozbawiony godności patriarszej oraz biskupiej, zaś patriarcha aleksandryjski osobiście zdjął z niego kłobuk i panagię. Następnego dnia duchowny został zesłany do Monasteru Terapontowskiego. Żaden z biskupów protegowanych ongiś przez Nikona nie wystąpił na soborze w jego obronie.
Chociaż sobór odebrał Nikonowi godności duchowne, potępiając tym samym jego działalność jako biskupa, uznał jego reformy liturgiczne za ważne i obłożył klątwą ich przeciwników.

### Wygnanie

#### Pobyt w Monasterze Terapontowskim
Konwój z byłym patriarchą Nikonem dotarł do Monasteru Terapontowskiego 21 grudnia 1666. Po przyjeździe do miejsca odosobnienia duchownemu odebrano symbole godności biskupiej i osadzono w pojedynczej celi, z zakazem prowadzenia korespondencji. Nikon mógł kontaktować się jedynie z przełożonym monasteru i stale przebywał pod strażą.
W ostatnich latach życia Aleksego I warunki życia duchownego zostały złagodzone. Nowy faworyt cara, Aleksiej Matwiejew, przekonał go, iż były patriarcha nie jest osobą niebezpieczną. W związku z tym w 1672 Nikonowi zezwolono na swobodne poruszanie się po monasterze i okolicy, zaś od 1674 posiadał 22 służących. Były patriarcha, podobnie jak inni mnisi, pracował w lesie i w ogrodzie, jednak w porównaniu z nimi żył w komfortowych warunkach – pozwolono mu na posiadanie obszernego księgozbioru, własnych strojów i sprzętów użytku codziennego. Nikon mógł również przyjmować gości i leczyć przybyłych w tym celu okolicznych chłopów. Zaczęto mu nawet przypisywać cuda uzdrowienia.
Wkrótce nastąpiło jednak ponowne pogorszenie sytuacji Nikona. Nowy patriarcha moskiewski i całej Rusi Joachim obawiał się, iż nawet usunięty z Moskwy duchowny może wpływać na przebieg wydarzeń w kraju i umniejszać tym samym jego własny autorytet. Z jego inicjatywy w 1676 Nikon został przeniesiony do Monasteru Cyrylo-Biełozierskiego.

#### Pobyt w Monasterze Cyrylo-Biełozierskim

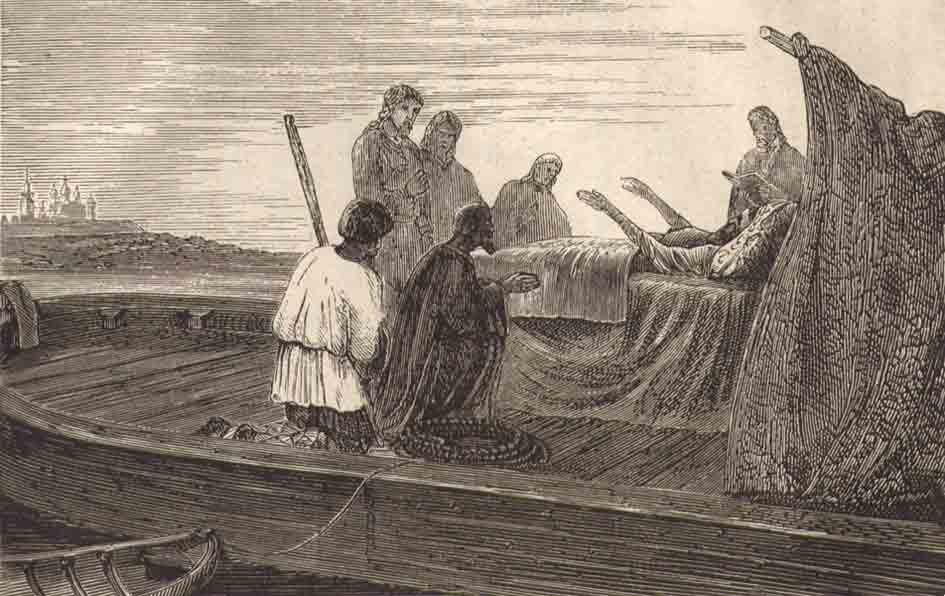
Śmierć Nikona

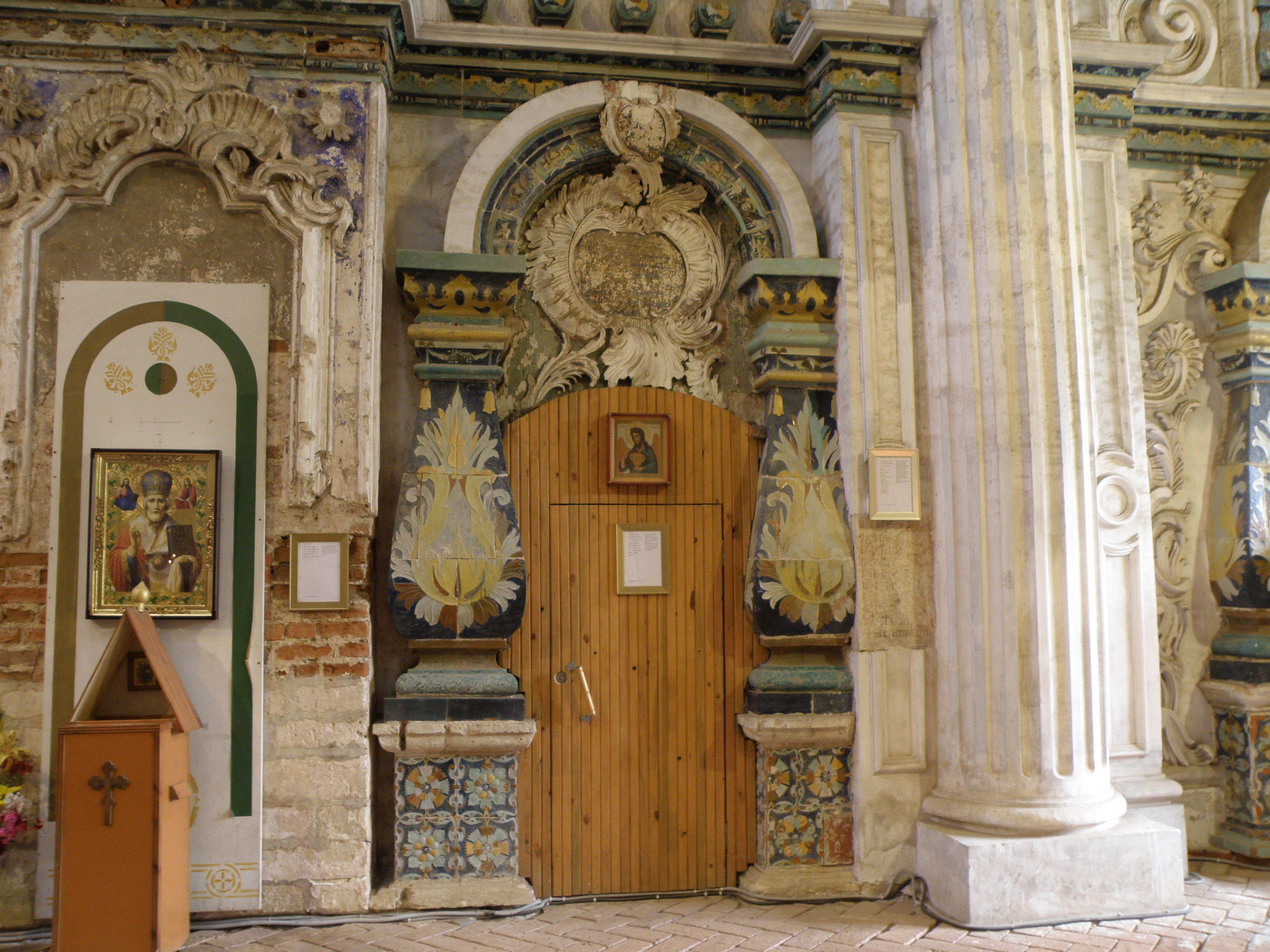
Wejście do kaplicy św. Jana Chrzciciela w głównym soborze Nowego Jeruzalem, gdzie został pochowany patriarcha Nikon

W nowym miejscu odosobnienia warunki pobytu Nikona ponownie zostały zaostrzone. Duchowny mógł odtąd przemieszczać się jedynie w obrębie klasztoru, zawsze pod strażą. Większość jego mienia, oprócz części przedmiotów użytku codziennego, trzech ksiąg i odzieży została skonfiskowana, służbę zaś ograniczono do trzech osób. Nikonowi zabroniono również swobodnie rozmawiać z innymi mnichami, by nie doprowadził do wybuchu buntu.
Nieoczekiwanie w 1679 car Fiodor III Romanow zaczął przychylniej odnosić się do wygnanego patriarchy, co zdaniem P. Siedowa było wynikiem jego planów związanych z dalszym rozwojem Rosyjskiego Kościoła Prawosławnego, m.in. projektem reorganizacji jego podziału administracyjnego oraz nowymi staraniami na rzecz włączenia w jego jurysdykcję metropolii kijowskiej. Istnieje teza, według której Fiodor zamierzał na nowo uczynić Nikona zwierzchnikiem Kościoła oraz doprowadzić do jego oficjalnej rehabilitacji. Nie bez znaczenia był wpływ ciotki cara, Tatiany Michajłowny, wysoko ceniącej Nikona.

### Śmierć i pogrzeb
W momencie pojawienia się opisanych planów Nikon był już ciężko chory. Według relacji przełożonego Monasteru Cyryla-Biełozierskiego i zarazem jego spowiednika, ihumena Nikity, zesłany duchowny był przygotowany na bliską śmierć i złożył w związku z tym śluby mnisze wielkiej schimy z zachowaniem dotychczasowego imienia. Mimo tego, gdy w lipcu otrzymał prawo powrotu do Nowego Jeruzalem (którego wcześniej wielokrotnie mu odmawiano), natychmiast opuścił dotychczasowe miejsce odosobnienia i ruszył w podróż po rzekach Szeksnie i Wołdze. W drodze, w okolicach Jarosławia, 17 sierpnia 1681 zmarł.
Ciało Nikona zostało przewiezione do Nowego Jeruzalem 26 sierpnia tego samego roku. Jego pogrzeb, w którym wziął udział cały synod Kościoła oraz rodzina carska, został wbrew dyspozycjom patriarchy Joachima przeprowadzony według rytu przewidzianego dla zmarłych zwierzchników Kościołów. Władca Rosji osobiście czytał na nim część modlitw za zmarłych. Jeszcze we wrześniu 1682 Fiodor III zażądał również od patriarchy konstantynopolitańskiego dokonania oficjalnej rehabilitacji zmarłego, co faktycznie nastąpiło. Nikon został pochowany w tym samym monasterze, w kaplicy św. Jana Chrzciciela. W 2013 jego sarkofag został otwarty w czasie prac konserwatorskich na terenie zdewastowanego w okresie radzieckim monasteru Nowe Jeruzalem, okazało się wówczas, że jest pusty.

## Upamiętnienie

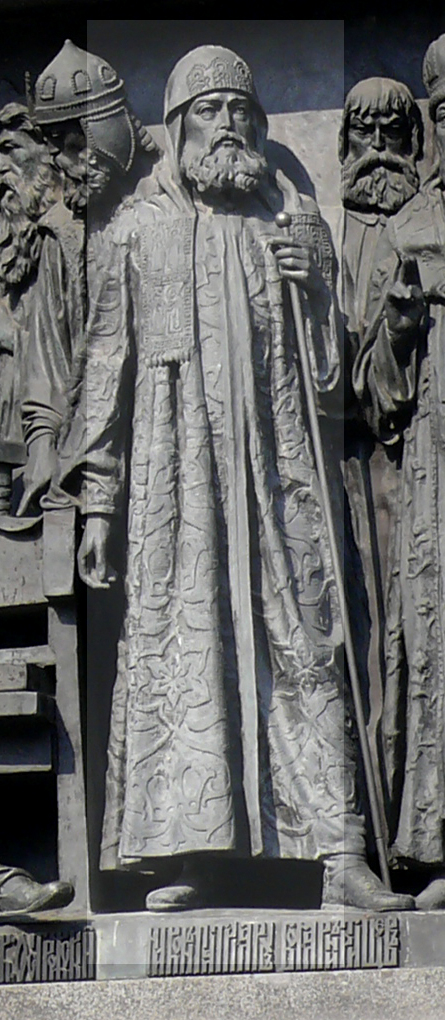
Postać Nikona na pomniku „1000 lat Rosji” w Nowogrodzie Wielkim

Po jego śmierci część duchowieństwa twierdziła, iż jego ciało nie uległo rozkładowi, zaś za jego pośrednictwem miało miejsce co najmniej jedno uzdrowienie. Kanonizację patriarchy uniemożliwiła jednak zmiana sytuacji politycznej Cerkwi rosyjskiej, jaka nastąpiła pod rządami Piotra Wielkiego. Nieformalny kult Nikona przez pewien czas funkcjonował w monasterze Nowe Jeruzalem. W tym też klasztorze w II poł. XIX wieku otwarte zostało muzeum pamięci patriarchy, czego inicjatorem był jego wielki admirator, archimandryta Leonid (Kawielin). Po 1991 podobne muzeum otwarto również w Monasterze Świętojezierskim.
Kwestia uznania patriarchy Nikona za świętego była poruszana przed soborem biskupów Rosyjskiego Kościoła Prawosławnego w 2000, jednak nie została wówczas rozstrzygnięta pozytywnie.
Pierwsza publikacja drukiem dokumentów związanych z patriarchą oraz jego Wozrażenija.... została przygotowana przez profesora Oxfordu Williama Palmera, który też przełożył je na język angielski. Pierwsza publikacja tego tekstu w języku oryginalnym miała miejsce w 1982. W 2004 wydany został w języku rosyjskim pełny zbiór tekstów i kazań Nikona.

## Oceny
Działalność patriarchy Nikona wzbudzała wśród badaczy liczne kontrowersje i była różnorako oceniana. Dwudziestowieczny rosyjski historyk Cerkwi Anton Kartaszow uważał, iż celem hierarchy było całkowite zdominowanie władzy świeckiej przez struktury władzy duchownej. Witold Jakubowski określił przekonania Nikona jako „formę papizmu”. Odmienną ocenę Nikona w poświęconej mu pracy przedstawił Nikołaj Zyzykin. Twierdził on, że Nikon bronił zasady symfonii w relacjach władz państwowych i kościelnych, przeciwstawiał się całkowitemu podporządkowaniu Kościoła rządom świeckim. Utrzymywał również, iż wiele negatywnych sądów o Nikonie, w tym zarzucających mu dążenie do osobistej władzy i pychę, było powtarzanych przez historyków na podstawie wspomnień osobistych przeciwników patriarchy, np. metropolity Gazy Paisjusza. Również Richard Pipes ocenił, iż dzięki postawie patriarchy równowaga między władzą świecką i kościelną została czasowo przywrócona. Wasilij Kluczewski napisał, że Nikon był najwybitniejszym Rosjaninem XVII w., zaś Nikołaj Kostomarow – jedną z najwybitniejszych postaci w całej historii kraju.
J. Juchimienko określił Nikona jako postać skrajnie kontrowersyjną nie tylko z powodu jego własnych burzliwych losów, ale także ze względu na skutki podejmowanych decyzji: reforma liturgiczna, która miała unifikować Kościół, doprowadziła do rozłamu w nim, zaś próby umocnienia władzy duchownej pośrednio zakończyły się jej całkowitym podporządkowaniem instytucjom caratu. Z kolei N. Kaptieriew oceniał, iż Nikon istotnie pragnął przywrócić równowagę między Kościołem i państwem, jednak z powodu swojego trudnego charakteru i stosunku do podległych mu biskupów w rzeczywistości nie wzmocnił roli Cerkwi, a jedynie swoją własną pozycję. Tę zaś stracił, gdy car uznał, że znaczne wpływy Cerkwi nie przynoszą pożytku państwu. Władysław Serczyk określił Nikona jako patriarchę surowego, doktrynerskiego, a niekiedy okrutnego. Podkreślił jednak znaczenie jego reform dla całej historii Kościoła Rosyjskiego.
Podobnie różne poglądy postać Nikona wywoływała wśród prawosławnych duchownych. Zdaniem metropolity moskiewskiego Makarego (Bułgakowa), autora prac poświęconych dziejom Rosyjskiego Kościoła Prawosławnego, Nikon dążył do zdominowania władzy świeckiej w Rosji przez władzę duchowną. Polski biskup prawosławny i teolog Jeremiasz (Anchimiuk) ocenił pozytywnie reformy Nikona, zaliczając je do „zdrowego nurtu cerkiewnego”, chociaż przyznawał, iż posługiwał się on typowymi dla swojej epoki brutalnymi metodami. Z kolei działający na przełomie XIX i XX wieku metropolita Antoni (Chrapowicki) wyrażał pogląd, iż patriarcha Nikon jeszcze za życia dokonywał uzdrowień i zostanie w swoim czasie kanonizowany. Jego zdaniem Nikon był najwybitniejszą postacią w całej historii Rosji.
Postać Nikona przywołuje w swoich tekstach rosyjski historyk i historiozof Lew Gumilow, który uważa go za twórcę reform umożliwiających Rosji ekspansję na ziemie ukraińskie oraz na Bałkany. Z kolei w historiozofii Aleksandra Sołżenicyna reformy Nikona stanowiły początek „niszczenia i dławienia ducha rosyjskiego”.
Szczególnie negatywny obraz Nikona i jego działalności zawiera literatura rosyjskich staroobrzędowców, zwłaszcza ich pierwszego pokolenia. W pismach Awwakuma Pietrowa i innych liderów raskolników Nikon jawił się jako wcielenie wszelkiego zła, lub nawet diabeł na ziemi.